# Houplines
Houplines est une commune française située dans le département du Nord, en région Hauts-de-France. Elle fait partie de la Métropole européenne de Lille.

## Géographie

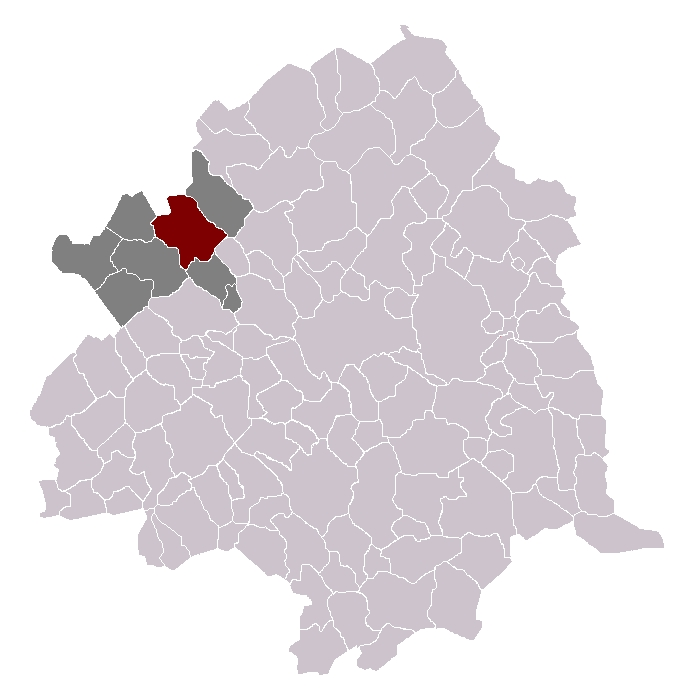
Houplines dans son canton et son arrondissement.

### Situation
Houplines est située au nord-ouest de la Métropole européenne de Lille, à 14 km de Lille. La ville est aussi frontalière de la Belgique, plus précisément avec Ploegsteert (Comines-Warneton).

### Communes limitrophes
| Armentières               | Le Bizet ( Belgique) Comines-Warneton ( Belgique) | Frelinghien |
| Armentières               | Houplines                                         | Frelinghien |
| La Chapelle-d'Armentières | Prémesques                                        | Pérenchies  |

### Hydrographie

#### Réseau hydrographique
La commune est située dans le bassin Artois-Picardie. Elle est drainée par la Lys, la Becque de la Prevote, la Becque du Paradis, le Courant du Pont Bertin, la dérivation de Ploegsteert, la Vieille Lys d'Armentières, la Becque de la planche de pierre, la grande Becque, le Courant du pont pendu, le Petit Porte Égal et divers autres petits cours d'eau,.
La Lys, d'une longueur de 134 km en France, prend sa source dans la commune de Lisbourg, à l'altitude de 114,7 mètres, et se jette dans l'Escaut à Gand à 4,45 mètres d'altitude. Les caractéristiques hydrologiques de la Lys sont données par la station hydrologique située sur la commune. Le débit moyen mensuel est de 11,1 m3/s. Le débit moyen journalier maximum est de 9 526 décembre 199 394,6 m3/s, atteint le 28 décembre 2012.

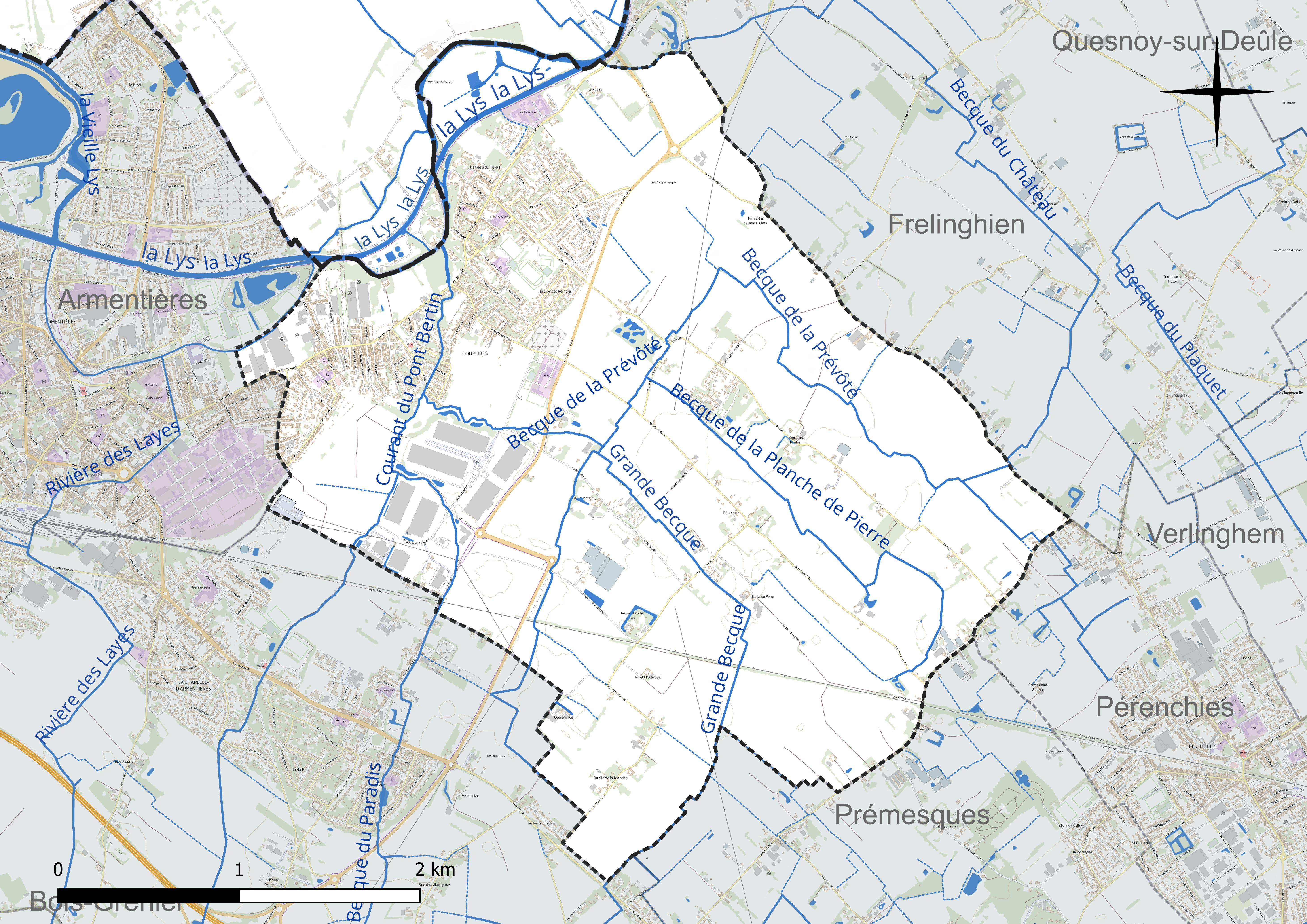
Réseau hydrographique d'Houplines.

#### Gestion et qualité des eaux
Le territoire communal est couvert par le schéma d'aménagement et de gestion des eaux (SAGE) « Lys ». Ce document de planification concerne un territoire de 1 835 km2 de superficie, délimité par le bassin versant de la Lys. Le périmètre a été arrêté le 29 mai 1995 et le SAGE proprement dit a été approuvé le 6 août 2010, puis révisé le 20 septembre 2019. La structure porteuse de l'élaboration et de la mise en œuvre est le syndicat mixte pour l'élaboration du SAGE de la Lys (SYMSAGEL). 
La qualité des cours d'eau peut être consultée sur un site dédié géré par les agences de l'eau et l'Agence française pour la biodiversité. 

### Climat
Pour des articles plus généraux, voir Climat des Hauts-de-France et Climat du Nord.
En 2010, le climat de la commune est de type climat océanique dégradé des plaines du Centre et du Nord, selon une étude du CNRS s'appuyant sur une série de données couvrant la période 1971-2000. En 2020, Météo-France publie une typologie des climats de la France métropolitaine dans laquelle la commune est exposée à un climat océanique et est dans la région climatique  Nord-est du bassin Parisien, caractérisée par un ensoleillement médiocre, une pluviométrie moyenne régulièrement répartie au cours de l'année et un hiver froid (3 °C). 
Pour la période 1971-2000, la température annuelle moyenne est de 10,6 °C, avec une amplitude thermique annuelle de 14 °C. Le cumul annuel moyen de précipitations est de 689 mm, avec 11,9 jours de précipitations en janvier et 8,6 jours en juillet. Pour la période 1991-2020, la température moyenne annuelle observée sur la station météorologique la plus proche, située sur la commune de Lesquin à 18 km à vol d'oiseau, est de 11,3 °C et le cumul annuel moyen de précipitations est de 740,0 mm,. Pour l'avenir, les paramètres climatiques de la commune estimés pour 2050 selon différents scénarios d'émission de gaz à effet de serre sont consultables sur un site dédié publié par Météo-France en novembre 2022.

## Urbanisme

### Typologie
Au 1er janvier 2024, Houplines est catégorisée centre urbain intermédiaire, selon la nouvelle grille communale de densité à sept niveaux définie par l'Insee en 2022.
Elle appartient à l'unité urbaine d'Armentières (partie française), une agglomération internationale regroupant dix  communes, dont elle est une commune de la banlieue,,. Par ailleurs la commune fait partie de l'aire d'attraction de Lille (partie française), dont elle est une commune de la couronne,. Cette aire, qui regroupe 201 communes, est catégorisée dans les aires de 700 000 habitants ou plus (hors Paris),.

### Occupation des sols
L'occupation des sols de la commune, telle qu'elle ressort de la base de données européenne d'occupation biophysique des sols Corine Land Cover (CLC), est marquée par l'importance des territoires agricoles (80,3 % en 2018), en diminution par rapport à 1990 (88 %). La répartition détaillée en 2018 est la suivante : 
terres arables (75,5 %), zones urbanisées (12,8 %), zones industrielles ou commerciales et réseaux de communication (6,8 %), prairies (3,1 %), zones agricoles hétérogènes (1,8 %), espaces verts artificialisés, non agricoles (0,1 %). L'évolution de l'occupation des sols de la commune et de ses infrastructures peut être observée sur les différentes représentations cartographiques du territoire : la carte de Cassini (XVIIIe siècle), la carte d'état-major (1820-1866) et les cartes ou photos aériennes de l'IGN pour la période actuelle (1950 à aujourd'hui).

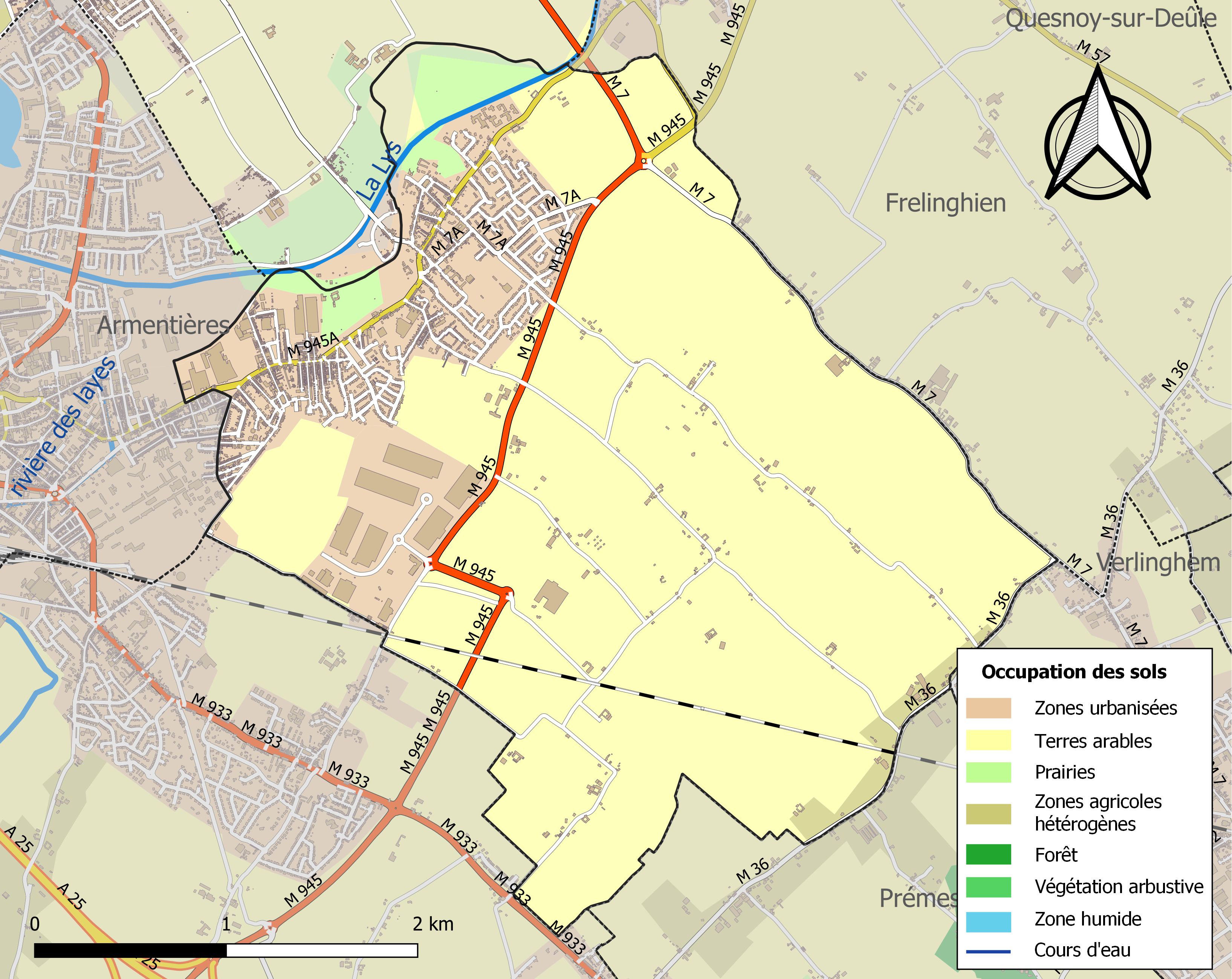
Carte des infrastructures et de l'occupation des sols de la commune en 2018 (CLC).

### Voies de communication et transports

#### Réseau routier
Houplines est traversée par la route départementale 945A (ancienne N345) qui relie Menin à Béthune en passant par Armentières et par la route départementale 945 qui relie la commune à l'autoroute A25 par l'échangeur no 08. La route départementale 7 permet quant à elle de rejoindre Pérenchies.

#### Transports en commun
La commune est desservie, en 2023, par les lignes 75, 80, 81, 82, 938 et par les lignes de transport à la demande 22R et 82R du réseau Ilévia.

#### Transport ferroviaire
Une ligne de chemin de fer partant de la gare d'Armentières pour aller vers Courtrai en Belgique passait par la gare d'Houplines. Aujourd'hui, la ligne n'existe plus. L'ancienne gare est reconvertie en salle polyvalente. La gare la plus proche est celle d'Armentières, accessible en transports en commun.
Un tramway à vapeur reliant Armentières à Halluin traversait la commune d'Houplines (rue Victor-Hugo, rue de la Liberté, rue Carnot et rue Lutun) de la fin du XIXe siècle jusqu'en 1935. Le dépôt en était place de la République, et la rue des Tramways adjacente porte ce nom du fait de l'ancienne présence de ce dépôt.

### Rénovation urbaine
Le quartier de Route d'Houplines-Octroi fait partie du dispositif Programme national de revitalisation des quartiers anciens dégradés (PNRQAD)  dont l'objectif est de résorber efficacement l'habitat indigne et de remettre sur le marché des logements vacants. Cette mission est confiée à un organisme appelé la Fabrique des Quartiers dont les actionnaires sont La MEL, les villes de Lille, Roubaix et Tourcoing. Aujourd'hui, sur Houplines, 35 logements d'habitation ont été préemptés, sécurisés. Ils feront l'objet d'une rénovation prochaine.
Ce même quartier continue sa mutation. L'entrée de ville via Armentières sera également entièrement rénovée sur la période 2020-2021. La voirie empiétera sur l'ancienne friche Hacot et Colombier et plusieurs petites placettes seront créées.

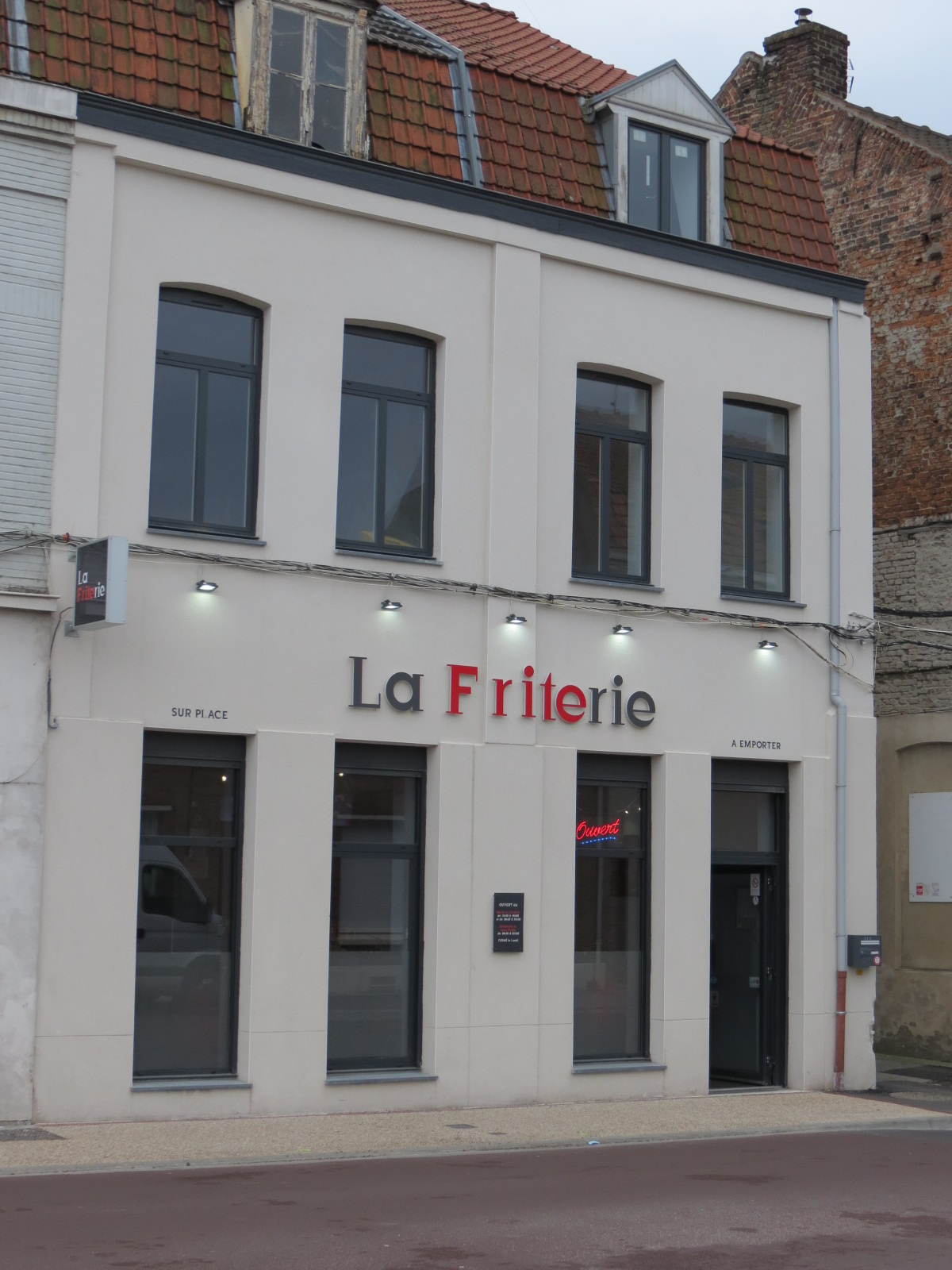
La friterie rénovée dans le cadre du PNRQAD.

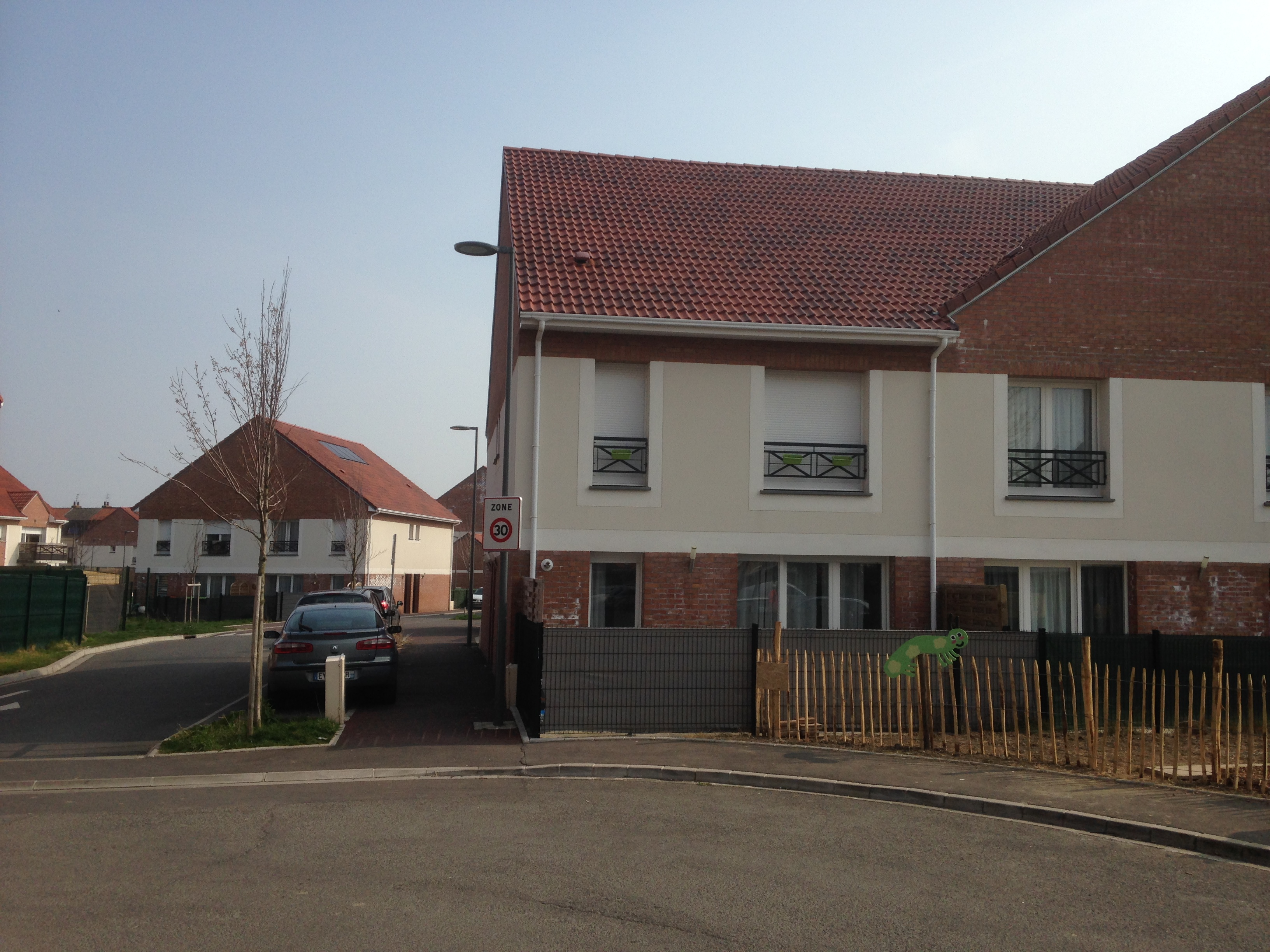
Un nouveau quartier né sur l'ancienne friche Vandendriessche.

### Reconquête des friches industrielles
La ville d'Houplines en coopération avec la MEL et l'EPF mène une politique de reconquête de ses friches industrielles. Un nouveau pôle de 49 logements est né en 2014 sur l'ancien site Vandendriessche. L'usine Vandershooten a quant à elle été détruite pour faire place d'ici 2021 à 52 nouveaux logements. Enfin, le site Hacot et Colombier laissera place dans la prochaine décennie à un nouveau quartier composé de logements, de nouvelles voiries et d'équipements municipaux.

## Toponymie
Noms anciens : Houplines, bulle de Clément III, pour Saint-Piat de Seclin, 1182, Miraeus, III, 355. État du diocèse de Tournai, 1588. ibid. IV, 469.
Houpelines, 1248, charte du prieuré, Ch. des comptes de Lille, et Miraeus, IV, 554.
Opline en flamand. L'origine du nom provient du germanique hop (au-dessus) et heim (habitation).

## Histoire

### Avant la Révolution

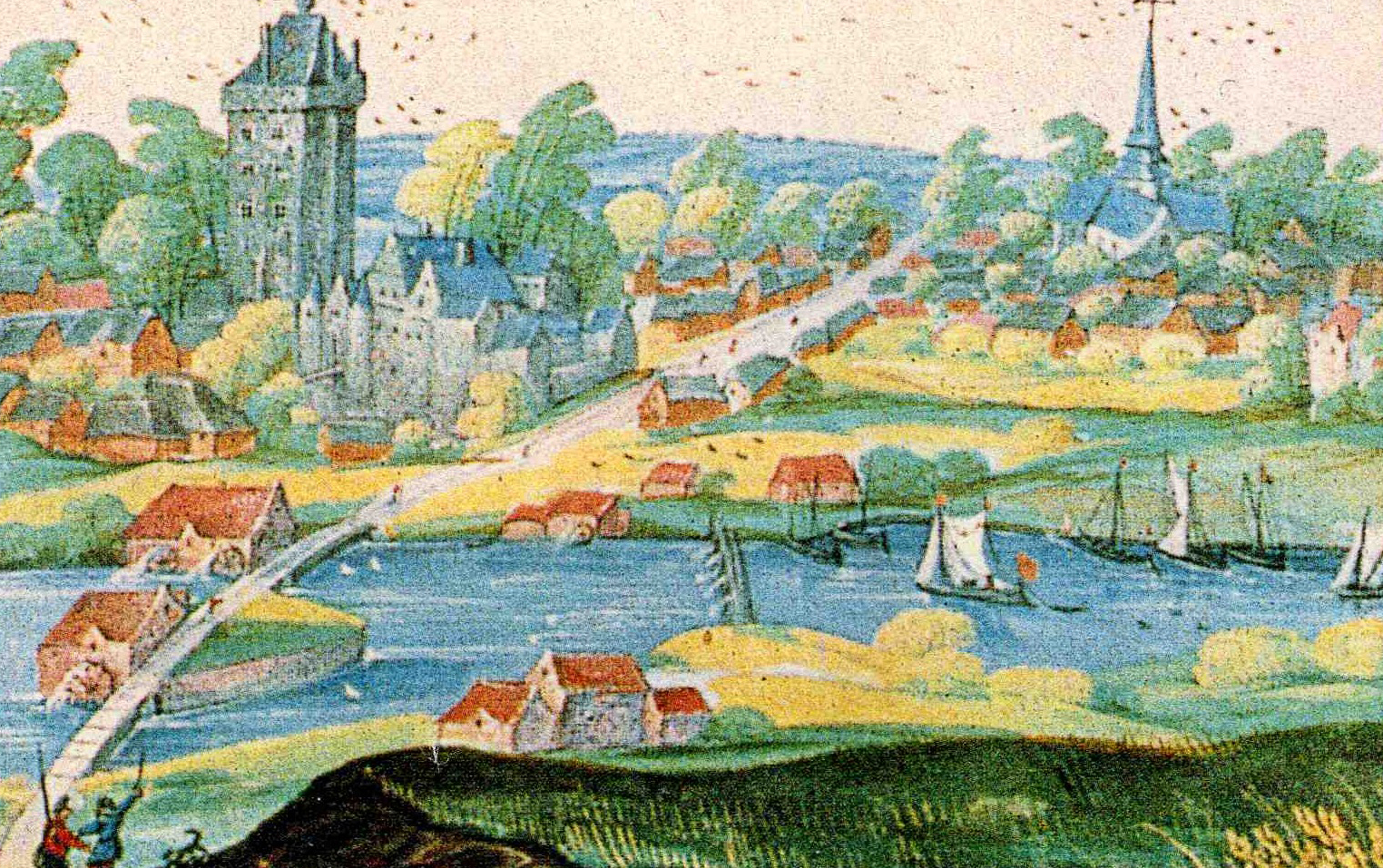
Le château fort d'Houplines et les moulins sur la Lys.

Houplines faisait autrefois partie de la Flandre et du diocèse de Tournai. Radbod, évêque de Tournay et de Noyon (1095) donne l'autel d'Houplines à l'abbaye de Saint Basle près de Reims. Ce qui signifie au Moyen Âge, le droit de patronage, possibilité de présenter à l'évêque, pour qu'il l'ordonne, le desservant d'une église. Elle était non seulement seigneur, mais aussi curés primitifs de l'église et patron collateur de la paroisse du village. Elle y établira un prieuré de la même abbaye et une forteresse qui subsisteront jusqu'en 1789.
En 1295, Gui de Dampierre, comte de Flandre et comte de Namur, approuve la nomination faite par les marchands de trois prud'hommes chargés de surveiller les travaux du rétablissement des portes du passage de la Lys à Houpelines et les autorise à lever un péage à cet endroit.
Au contraire d'Armentières qui, dès le Moyen Âge, était une « ville franche » (elle avait reçu de son seigneur le droit de se gouverner seule), Houplines ne jouissait pas de franchises et dépendait directement du seigneur qui y nommait les baillis et les échevins représentant son autorité.
En 1307, Isabelle de Houpelines (Houplines), chanoinesse du chapitre de Sainte-Waudru à Mons, fonde dans cette ville un couvent de béguines. En 1309, elle effectue de nouveaux dons au couvent d'abord dit de Melin, du nom de sa première grande-maîtresse, puis depuis appelé de Houpelines.
Grâce à la Lys navigable, l'industrie s'est développée de bonne heure à Houplines. En 1383, on dénombrait deux moulins à blé, l'un commun (c'est-à-dire accessible à tous), l'autre réservé aux marchands. Il y avait aussi un moulin à papier et un autre à huile. C'est autour d'eux que s'est groupée la première agglomération.
La draperie (travail de la laine) apparaît au XVIIe siècle lors de la transformation du moulin à papier en moulin à fouler le drap. Puis au XVIIIe siècle se développe, avec la filature et le tissage, le travail du lin et du coton. Vers 1750, on comptait à Houplines 80 métiers pour le tissage des toiles communes et une blanchisserie qui pouvait traiter 80 pièces de toile par an.
En 1768, y fut établie une manufacture royale de fils de coton et de mousseline, mais elle ne put résister à la concurrence étrangère, en particulier à la concurrence anglaise favorisée par le traité commercial de 1786.
À la veille de la Révolution, le territoire d'Houplines relevait de deux seigneuries différentes. D'une part, la seigneurie d'Houplines-Molimont (le Bourg actuel). Elle est mentionnée dès le XIIIe siècle et dépend de la Salle de Lille. Elle sera le fief de la maison de Maisnil, puis de celle de Poucques et de Bours, passera à celle de Merode et d'Isenghien pour aboutir en 1789 à la princesse d'Isenghien, comtesse de Lauraguais. Les armoiries de la maison d'Isenghien, de sable au chef d'argent, seront adoptées par la ville d'Houplines.

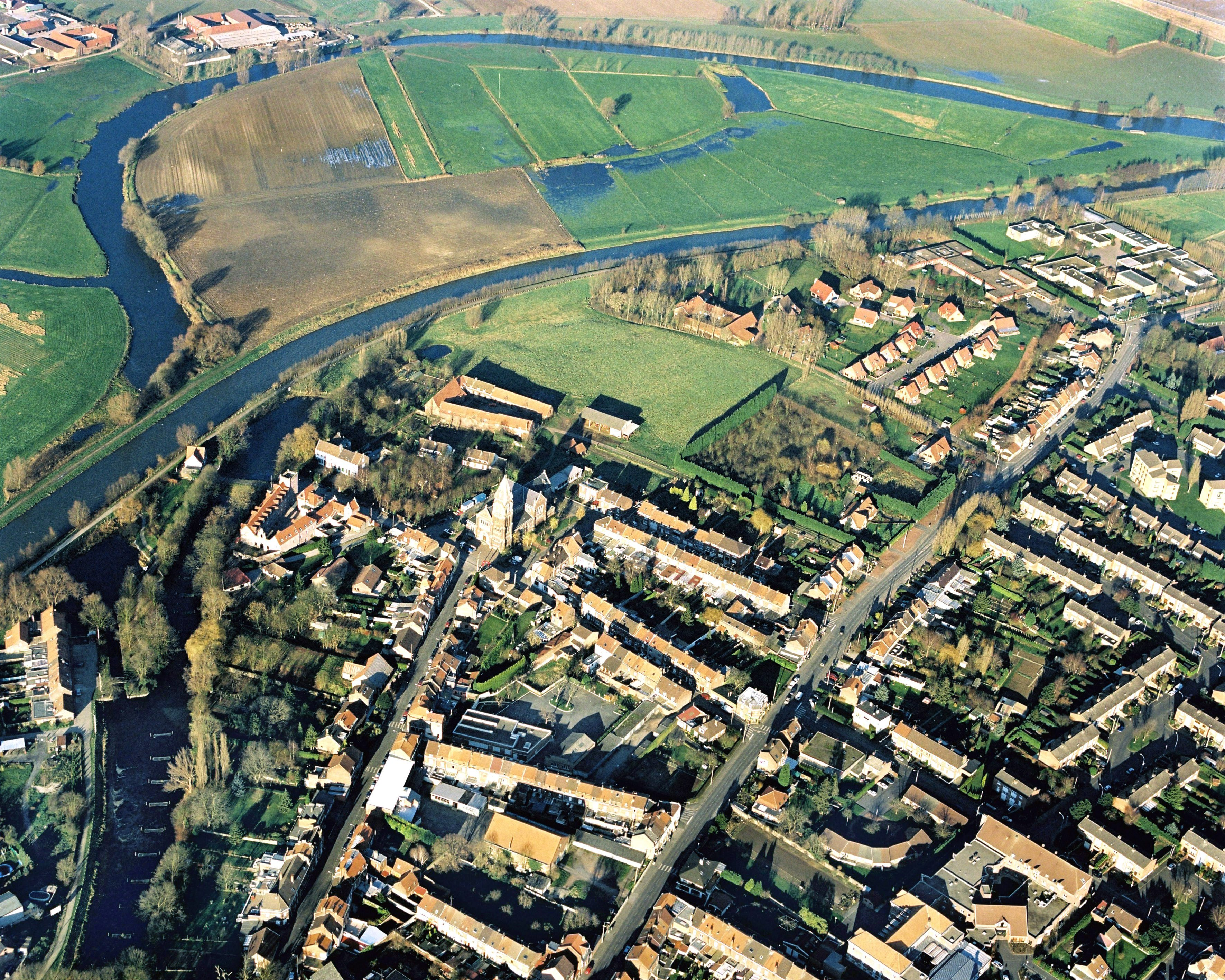
Vue aérienne du bourg d'Houplines au bord de la Lys.

D'autre part, la seigneurie de Grand-Bar et Petit-Bar, située au-delà de la Lys et qui faisait partie de la Châtellerie de Warneton. Après le rattachement d'Houplines à la France en 1668, cette seigneurie restera terre d'empire (germanique) et ce jusqu'en 1769.
À côté des seigneuries principales, des fiefs secondaires permettent à leurs possesseurs de s'intituler seigneurs, sans être nobles pour autant. C'est le cas du fief de Camp Marchand sur Houplines. Acheté en 1388 par Jacques Poulle, marchand à Houplines, transmis à son arrière-petit-fils Pierre Poulle bourgeois de Lille qui est dit seigneur de Camp Marchand vers 1493, il se transmet par héritage et succession dans la famille jusqu'à un Jean Poulle, seigneur de Camp Marchand, bourgeois de Lille, vivant vers 1585. Aucun des Poulle n'est noble avant cette date (leurs descendants du XVIIe siècle seront anoblis).
Autre fief donnant le titre de seigneur, celui de Neufcourt. Le dernier seigneur a été Charles Gabriel François de Sales Moucque (1744-1798), seigneur de Neufcourt sur Houplines, et des Mazures, fils de Charles Joseph Moucque, seigneur des Mazures, bourgeois de Lille, ministre général de la bourse commune des pauvres à Lille, marguillier de l'église Saint-Étienne de Lille, trésorier de France au bureau des finances de la généralité de Lille et d'Euphroisine Ernestine Joseph Ricourt. Il naît à Lille en septembre 1744 (baptisé le 21 septembre 1744), devient capitaine de cavalerie, et meurt à Houplines le 10 floréal an VI (29 avril 1798). Il a eu une fille illégitime née à Lille en mars 1770. Il épouse à Houplines le 2 ventôse an VI (deux mois avant sa mort) Amélie Philippo (1756-1807), fille de Pierre François Marie et de Marie Jeanne Werquin. Elle naît à Houplines en novembre 1756 (baptisée le 15 novembre 1756) et y meurt le 31 août 1807. Le couple a un fils légitimé par leur mariage, mort célibataire à Houplines en 1811. 
Flencques, fief situé sur Houplines, va connaitre une destinée peu commune : il devient le point d'ancrage d'une famille d'origine lilloise (Famille D'Hespel) qui va beaucoup se développer et durer au delà de la Révolution française. 
Anselme Hespel (1639-1694), écuyer, fils de François Hespel II, écuyer, seigneur d'Hocron (sur Sainghin-en-Weppes), bourgeois de Lille, greffier des États de Lille, auditeur ordinaire supernuméraire à la Chambre des comptes de Lille  puis maître extraordinaire, auditeur extraordinaire, confirmé en tant que noble et de Marguerite Poulle, est seigneur de Flencques à Houplines. Baptisé à Lille le 17 janvier 1639, licencié es lois, il devient bourgeois de Lille le 9 février 1665, greffier des États de Lille comme son père, rewart (chargé de la police) de Lille en 1684, il meurt à Lille le 17 janvier 1694, est inhumé dans la chapelle Sainte-Anne de la Collégiale Saint-Pierre de Lille. Il épouse le 27 juillet 1664 Marie Verdière, fille de Michel, receveur des États de Lille, et de Jossine du Chambge, baptisée à Lille le 29 août 1643, morte après son mari. 
Pierre-François-Séraphin Hespel (1673-1741), fils d'Anselme, succède à son père dans la seigneurie de Flencques. Baptisé à Lille le 20 juillet 1673, il devient bourgeois de Lille le 19 janvier 1723, et meurt à Lille le 2 mars 1741, à 77 ans. Il prend pour femme à Lille le 11 juillet 1722 Julie-Robertine Poulle (1682-1762), fille de Robert-André, écuyer, seigneur du Vas, et d'Anne-Catherine-Virginie Aronio. L'épouse est baptisée à Lille le 18 octobre 1682 et meurt le 21 mars 1762, à 79 ans. 
Michel-Séraphin Hespel (1726-1791), écuyer, est seigneur de Flencques après son père Pierre-François-Séraphin. Baptisé à Lille le 26 août 1723, il devient bourgeois de Lille le 15 novembre 1746 et meurt à Lille le 20 octobre 1791, à 68 ans. Il prend pour femme à Lille le 22 août 1746 Marie-Antoinette-Thérèse de Fourmestraux (1724-1799), fille de Louis-Joseph, écuyer, seigneur d'Hancardrie (sur Ennetières-en -Weppes), trésorier de France, et de Marie-Virginie Poulle. L'épouse est baptisée à Lille le 19 août 1724 et meurt à Lille le 19 brumaire an VIII (10 novembre 1799) à 75 ans. 
Séraphin-Joseph Hespel (1754-1823), écuyer, est seigneur de Flencques après son père Michel-Séraphin. Baptisé à Lille le 19 janvier 1754, il devient capitaine des dragons de Condé (dans l'armée des émigrés?) et chevalier de Saint-Louis. Il meurt à Lille le 8 avril 1823, à 68 ans. Il épouse à Lille le 3 février 1796 Angélique-Françoise-Josèphe Taverne, fille de Pierre-Albert-François, seigneur de Burgault (sur Seclin) et de Marie-Angélique-Joseph de Surmont. Née le 9 mars 1772, l'épouse meurt à Lille le 11 mai 1850, à l'âge de 78 ans. 
Séraphin-Félix d'Hespel de Flencques (1797-1845), écuyer, est le fils de Séraphin-Joseph. Né à Lille le 21 nivôse an V (10 janvier 1797), il y meurt le 19 novembre 1845. Il prend pour femme à Béthune le 4 juin 1827 Adélaïde-Philippe-Joseph de Gennevières (1802-1863), fille de Philippe-Marc-Joseph et de Marie-Catherine-Hubertine-Adélaïde de Posson. L'épouse nait à Beuvry le 18 janvier 1802 et meurt à Lille le 19 janvier 1863. Entre 1829 et 1842, le couple habite Prémesques où il possède un château. 
Antoine-Timoléon d'Hespel de Flencques (1803-1882), est le fils de Séraphin-Joseph et le frère de Séraphin-Félix. Il nait à Lille le 26 ventôse an XI (17 mars 1803) et y meurt le 2 mai 1882, à l'âge de 79 ans. Il prend pour épouse à Lille le 28 mai 1833 Emmanuelle-Marie-Henriette du Bosquiel de Bondues (1806-1876), fille d'Henri-Clément, écuyer, et d'Albertine-Antoinette-Joseph Cardon du Bronquart. L'épouse nait le 22 mars 1806 et meurt à Lille le 10 avril 1876 à Lille. Une petite-fille Antoinette-Marie-Philomène Hespel de Flencques, née en 1864 est l'épouse d'Albéric-Louis de Lencquesaing, né en 1851, maire de Quiestède (Laprée située sur Quiestède). 
Séraphin-Félix-Joseph d' Hespel de Flencques (1831-1899), est le fils de Séraphin-Félix. Il nait à Prémesques le 31 mars 1831 et y meurt le 18 août 1899. Il épouse à Gand le 2 juillet 1867 Esther-Victoire-Cécile-Constance, baronne de Vivario de Ramezée, née à Gand le 2 septembre 1843, fille d'Albert-Édouard-Joseph et de Caroline-Palmyre-Ghislaine de Maere. Ils habitent Gand puis Prémesques. 
René-Henri-Séraphin d'Hespel de Flencques, fils d'Antoine-Timoléon, nait à Lille le 11 décembre 1840, il devient maire de Bondues de 1881 à 1925. Chevalier de l'ordre de Saint-Grégoire le Grand, il épouse à Lille le 27 avril 1868 Anne-Marie-Adélaïde de Melun, née à Esquermes le 21 septembre 1843, fille d'Anatole de Melun, vicomte de Melun (Maison de Melun), député, et de Marie-Aldegonde-Joseph Van der Cruisse de Waziers. 
Alban-Edmond d'Hespel de Givenchy est le fils de Séraphin-Joseph et le frère de Séraphin-Félix et d'Antoine-Timoléon. Il nait à Lille le 2 avril 1807, devient officier de cavalerie sous le roi Charles X et meurt à Lompret, où la famille possède un château, le 27 août 1889, à l'âge de 82 ans. il épouse à Saint-Omer le 29 septembre 1853 Marie-Hectorine-Françoise de Taffin du Brœucq, fille d'Hector-Joseph-François et de Charlotte-Désirée de la Forge. L'épouse nait à Saint-Omer le 19 juillet 1824 et meurt à Lompret le 3 mars 1905, à l'âge de 80 ans.

### Révolution française
Sous la Révolution française, comme dans beaucoup de villages du département, la population oppose une résistance plus ou moins ouverte aux mesures prises par le nouveau pouvoir, en particulier contre la religion. L'ancien curé de la paroisse avait refusé de prêter le serment de fidélité à la constitution civile du clergé et avait émigré de l'autre côté de la frontière. Des habitants ont continué d'avoir des relations avec lui : certains d'entre eux ont été arrêtés alors qu'ils franchissaient la Lys pour aller le voir.

### Un centre textile important
C'est au cours du XIXe siècle avec la révolution industrielle et les débuts du machinisme qu'Houplines devient un centre textile important. L'industrie s'y développe concurremment à celle d'Armentières et vers 1900, Houplines est considérée comme une ville populeuse et prospère. Le quartier de "la grande route" groupé autour des usines et de l'église Saint-Charles construite en 1883 est né de ce développement industriel. C'est en 1884 que la municipalité en place décide de construire une mairie sur l'emplacement où se situait auparavant le château de Molimont. Le conseil municipal siégeait jusqu'alors dans une  maison particulière louée par la ville, les différents services communaux étant dispersés dans la commune. Cette nouvelle mairie ne résistera pas au premier conflit mondial.

#### La grande grève de 1903

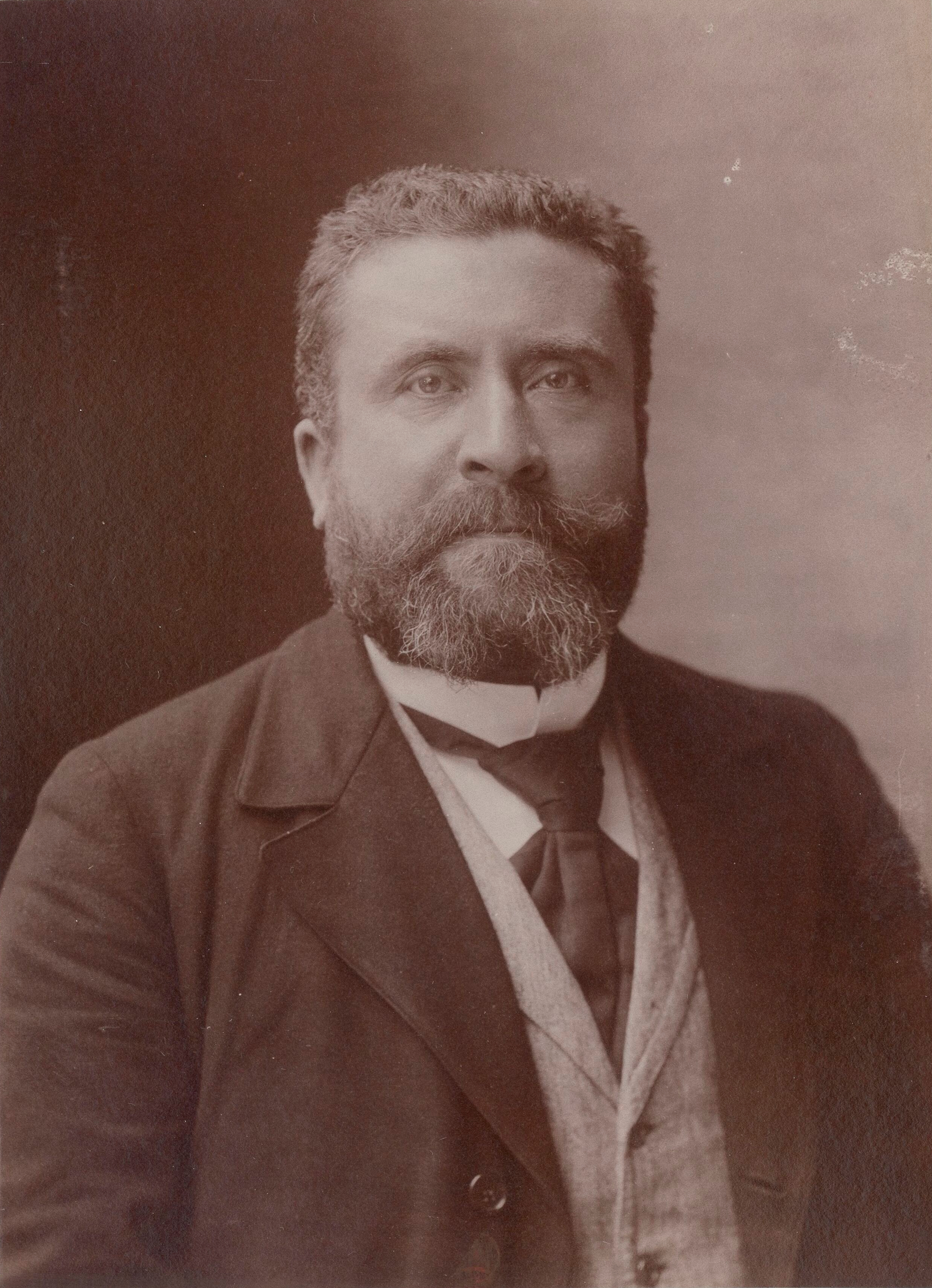
Jean Jaurès est venu soutenir les ouvriers grévistes du textile à Houplines le 22 octobre 1903.

À l'automne 1903, les tisseurs des communes de l'Armentiérois entament un mouvement de grève pour réclamer des augmentations de salaires. En face, les représentants du patronat restent intraitables. Le conflit éclate. Les grévistes sont soutenus par les municipalités socialistes d'Armentières et d'Houplines. Le maire d'Houplines, Sohier, fait partie des "durs" du mouvement. Sur son invitation, Jules Guesde, leader de l'extrême gauche prônant une lutte vigoureuse, arrive le 12 octobre. Le 13 a lieu une journée d'émeutes à Armentières avec destruction et pillage de magasins, maisons, débuts d'incendies. Invité par le comité de grève, le député socialiste Jean Jaurès arrive le 22 octobre 1903 afin d'apporter son soutien au mouvement social des ouvriers du textile. Jean Jaurès est attendu par des ouvriers en gare d'Armentières pour l'accompagner à pied jusqu'à la place de la République à Houplines. C'est à cet endroit que le tribun Jean Jaurès prononce un discours afin d'exprimer le soutien national en faveur des grévistes.

### Les ravages de la Première Guerre mondiale
Lors de la Première Guerre mondiale, Houplines est tenue par les alliés britanniques même si elle a été brièvement occupée par les Allemands du 10 au 17 octobre 1914 puis après l'offensive Georgette du 11 avril 1918 jusqu'au 10 octobre 1918. Le front passe sur son territoire et le hameau de l'Épinette a été le théâtre de combats acharnés et répétés. La ville qui a été évacuée par sa population par tranches successives est complètement abandonnée en janvier 1917. À la fin du conflit, la cité est presque entièrement détruite.
La population passe de 7 550 en 1914 à 2 662 en 1921. En souvenir de ces épreuves, les armoiries de la ville comportent la Croix de Guerre.
Après le conflit, il a fallu reconstruire. La nouvelle mairie a été bâtie en plein champ entre le Bourg (le centre historique) et la Route (le centre industriel). L'église Saint-Charles est reconstruite au même endroit. Quant à l'église Sainte-Anastasie, elle est édifiée sur les fondations de l'ancienne mairie, elle-même située à l'emplacement de ce qui fut au Moyen Âge le château fort d'Houplines.
La commune, qui n'avait pas en 1940 recouvré son ancienne activité, a été de nouveau éprouvée par des bombardements aériens (dont le 9 septembre 1943 qui firent une quinzaine de morts). 120 maisons ont été sinistrées dont une cinquantaine entièrement détruites.

### L'après-guerre et la fin duXXesiècle
Après la guerre, de nombreuses réalisations municipales vont moderniser la ville : le stade municipal, la construction d'un établissement de bains douches et d'une gare routière.
Dans les années 1950, le tracé de la Lys au nord de la commune est modifié. L'écluse d'Houplines est abandonnée au profit de celle construite à Armentières. Une partie de la Lys (au bout de la rue Voltaire) sera comblée.
En 1961, le maire Georges Baert est nommé chevalier de la Légion d'honneur en présence de Maurice Schumann, compagnon de la Libération et député de la Xe circonscription.
Au début des années 1970, le collège Roger-Salengro est construit pour accueillir les collégiens du secteur. Sur la commune s'implantent également un institut médico-éducatif et un institut d'éducation motrice. Afin de faciliter l'accès à l'autoroute A25, une nouvelle voie reliant Houplines à La Chapelle-d'Armentières est créée.
Dans les années 1980 et 1990, de nouvelles structures municipales se mettent en place : un centre culturel, un dojo, l'agrandissement du complexe sportif, une salle de tennis, la construction d'une salle de sport près des écoles Jean-Jacob et Saint-André, la construction de nouvelles classes à l'école du bourg.

### À l'aube duXXIesiècle
L'activité textile resta fort présente en ce XXe siècle mais les problèmes de l'industrie textile française n'épargnèrent pas la commune. Au début du XXIe siècle, un nouveau parc d'activités voit le jour et y accueille de nouvelles entreprises.
De nouvelles infrastructures municipales voient également le jour comme le restaurant scolaire, le relais d'assistantes maternelles, la ludothèque.

## Politique et administration

### Administration municipale
Voici ci-dessous le partage des sièges au sein du conseil municipal d'Houplines :

### Tendances politiques et résultats

#### Élections présidentielles
À l'élection présidentielle française de 2007, le premier tour a vu arriver en tête Nicolas Sarkozy et Ségolène Royal à égalité avec 1 260 voix (26,2 %). Au second tour, l'écart n'est que de 133 voix soit 51,5 % pour Ségolène Royal et 48,5 % pour Nicolas Sarkozy.
À l'élection présidentielle française de 2012, le premier tour a vu arriver en tête François Hollande avec 1 305 voix (30,1 %), suivi de Marine Le Pen avec 1 034 voix (23,9 %) et Nicolas Sarkozy avec 955 voix (22,00 %). Au second tour, les électeurs ont voté à 55 % pour François Hollande et à 45 % pour Nicolas Sarkozy. À l'élection présidentielle française de 2017, Marine Le Pen et Jean-Luc Mélenchon ont obtenu au premier tour respectivement 30,45% et 20,33% des voix devant Emmanuel Macron avec 19,05%. Au second tour, Emmanuel Macron l'emporte avec 54,07% des voix contre 45,93% à Marine Le Pen.

#### Élections municipales
Depuis 1900, la ville était administrée par des maires issus de la tendance socialiste. En 1983, la division de la gauche profite à une troisième liste sans étiquette conduite par Jacques Deruyter, mettant fin à 83 ans de socialisme. Néanmoins, le tribunal administratif et le conseil d'état annulent cette élection. En cause : un tract diffusé par l'une des listes de gauche envers l'autre. Une délégation spéciale se met en place pendant plusieurs semaines afin de gérer les affaires courantes, le temps d'organiser une élection partielle. Celle-ci a lieu en mars 1984 et voit la reconduction nette de Jacques Deruyter. Il sera réélu en 1989, 1995, 2001 et 2008. En 2012, à l'âge de 70 ans et après 29 ans passés à la tête de la commune, 3e record de longévité après Georges Baert (1934-1966) et Louis Briait (1843-1873), il démissionne et c'est son premier adjoint, Jean-François Legrand qui lui succède. Il est lui-même réélu en 2014 avec 58,88 % des voix contre 41,12 % à la liste d'Union de la Gauche. En 2020, l'élection se déroule en pleine pandémie COVID-19. Seule en lisse (une première depuis plus de 120 ans), la liste du Maire sortant est donc entièrement élue.

### Instances judiciaires et administratives
La commune relève du tribunal d'instance de Lille, du tribunal de grande instance de Lille, de la cour d'appel de Douai, du tribunal pour enfants de Lille, du tribunal de commerce de Tourcoing, du tribunal administratif de Lille et de la cour administrative d'appel de Douai.

### Jumelages
| Ville | Ville       | Pays | Pays      | Période                   |
| ----- | ----------- | ---- | --------- | ------------------------- |
|       | Kirchhundem |      | Allemagne | depuis le 13 janvier 1989 |

Kirchhundem est une commune de 11 000 habitants regroupant 37 villages et étendue sur près de 150 km².
Depuis cette date, de nombreux échanges entre associations et écoles ont eu lieu entre les deux communes distantes de 440 km.

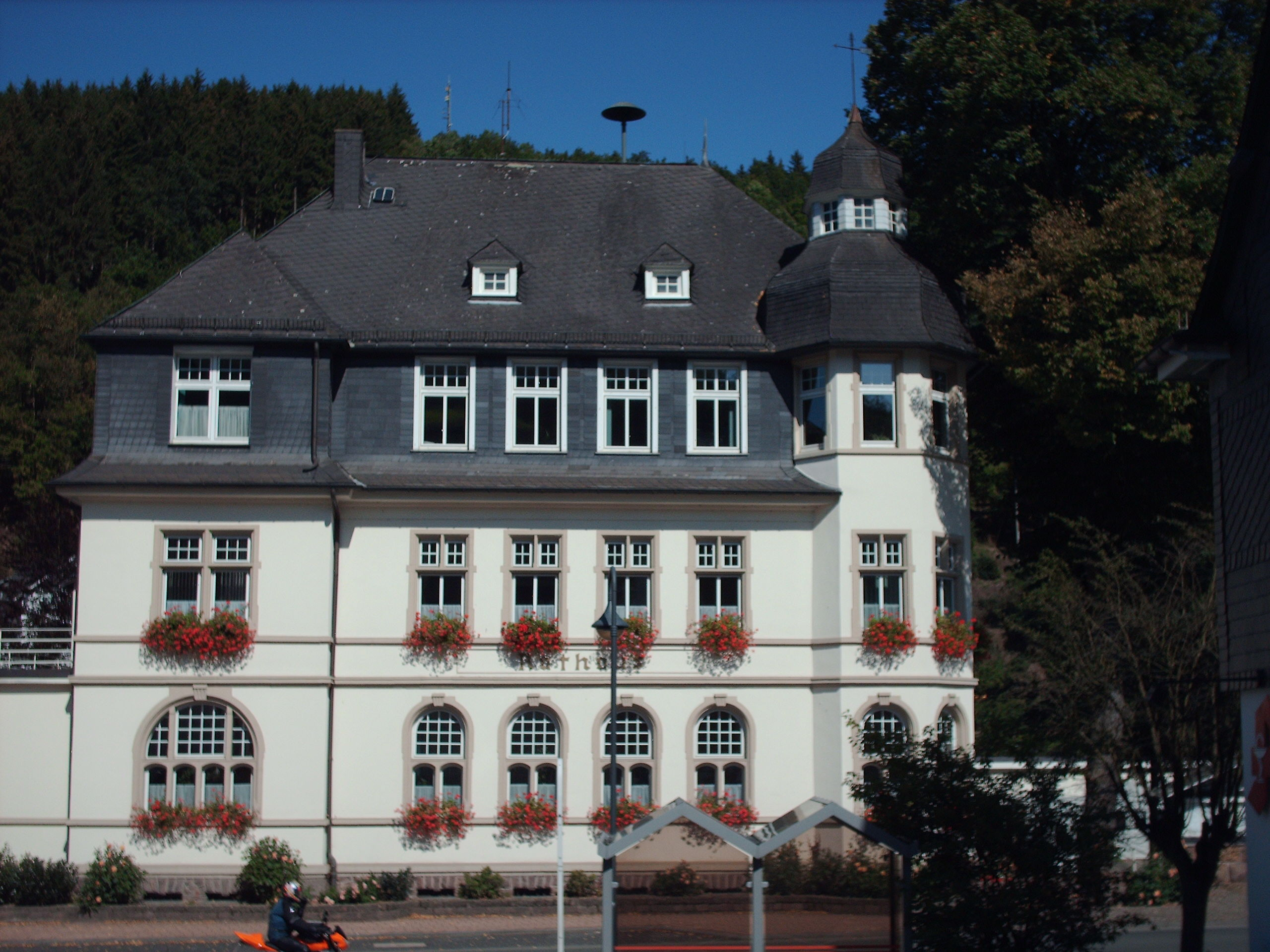
L'hôtel de ville de Kirchhundem
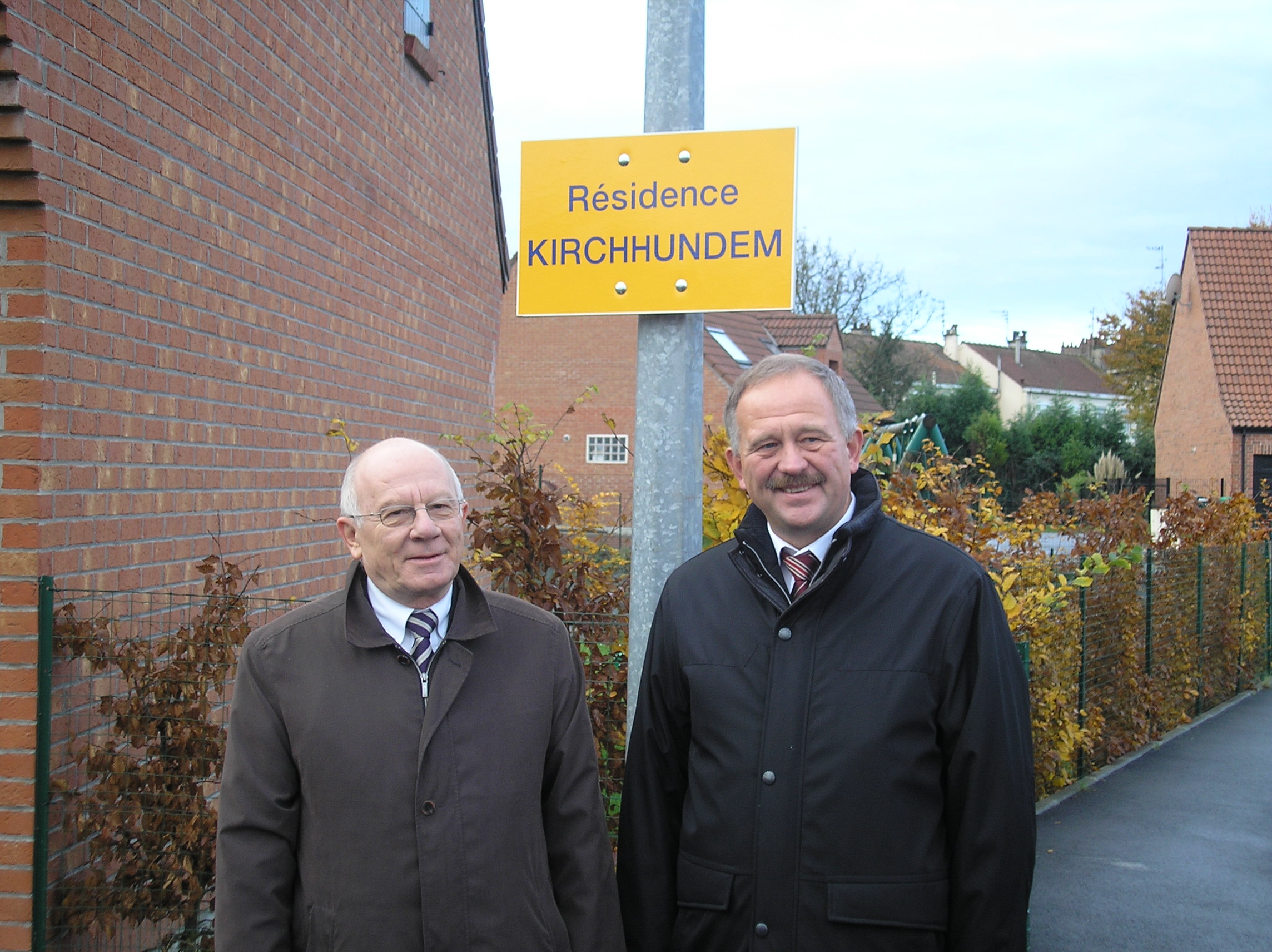
Les deux maires lors de l'inauguration de la résidence Kirchhundem à Houplines en 2007

### Récompenses
En 2012, la commune reçoit le label "ville internet" grâce à l'obtention de 3 arobases.
En 2020, la commune obtient le label "Ville active et Sportive" avec deux lauriers de la part du comité national des villes actives et sportives.
Après avoir obtenu la mention Très Bien en 2018, puis la mention Excellence en 2019, la commune est récompensée par le conseil départemental du Nord lors du concours des villes et villages fleuris 2021 en obtenant pour la première fois la 1ère fleur.

## Population et société

### Démographie

#### Évolution de la population
L'évolution du nombre d'habitants est connue à travers les recensements de la population effectués dans la commune depuis 1793. Pour les communes de moins de 10 000 habitants, une enquête de recensement portant sur toute la population est réalisée tous les cinq ans, les populations de référence des années intermédiaires étant quant à elles estimées par interpolation ou extrapolation. Pour la commune, le premier recensement exhaustif entrant dans le cadre du nouveau dispositif a été réalisé en 2008.

En 2022, la commune comptait 7 907 habitants, en évolution de +0,85 % par rapport à 2016 (Nord : +0,51 %, France hors Mayotte : +2,11 %).
| 1793  | 1800  | 1806  | 1821  | 1831  | 1836  | 1841  | 1846  | 1851  |
| ----- | ----- | ----- | ----- | ----- | ----- | ----- | ----- | ----- |
| 1 892 | 1 760 | 1 896 | 1 909 | 1 985 | 2 070 | 2 050 | 2 183 | 2 244 |

| 1856  | 1861  | 1866  | 1872  | 1876  | 1881  | 1886  | 1891  | 1896  |
| ----- | ----- | ----- | ----- | ----- | ----- | ----- | ----- | ----- |
| 2 404 | 2 596 | 3 127 | 4 154 | 4 806 | 6 230 | 7 602 | 7 499 | 7 768 |

| 1901  | 1906  | 1911  | 1921  | 1926  | 1931  | 1936  | 1946  | 1954  |
| ----- | ----- | ----- | ----- | ----- | ----- | ----- | ----- | ----- |
| 7 883 | 7 627 | 7 667 | 2 662 | 5 357 | 5 430 | 5 234 | 4 927 | 5 280 |

| 1962  | 1968  | 1975  | 1982  | 1990  | 1999  | 2006  | 2008  | 2013  |
| ----- | ----- | ----- | ----- | ----- | ----- | ----- | ----- | ----- |
| 5 934 | 6 398 | 7 403 | 7 924 | 7 609 | 7 907 | 7 607 | 7 533 | 7 870 |

| 2018  | 2022  | - | - | - | - | - | - | - |
| ----- | ----- | - | - | - | - | - | - | - |
| 7 770 | 7 907 | - | - | - | - | - | - | - |

#### Pyramide des âges
La population de la commune est relativement jeune.
En 2018, le taux de personnes d'un âge inférieur à 30 ans s'élève à 38,6 %, soit en dessous de la moyenne départementale (39,5 %). À l'inverse, le taux de personnes d'âge supérieur à 60 ans est de 22,0 % la même année, alors qu'il est de 22,5 % au niveau départemental.
En 2018, la commune comptait 3 725 hommes pour 4 045 femmes, soit un taux de 52,06 % de femmes, légèrement supérieur au taux départemental (51,77 %).
Les pyramides des âges de la commune et du département s'établissent comme suit.
| Hommes | Classe d’âge | Femmes |
| ------ | ------------ | ------ |
| 0,3    | 90 ou +      | 1,5    |
| 4,9    | 75-89 ans    | 7,5    |
| 14,3   | 60-74 ans    | 15,2   |
| 19,5   | 45-59 ans    | 18,3   |
| 20,5   | 30-44 ans    | 20,4   |
| 18,3   | 15-29 ans    | 16,5   |
| 22,2   | 0-14 ans     | 20,6   |

| Hommes | Classe d’âge | Femmes |
| ------ | ------------ | ------ |
| 0,5    | 90 ou +      | 1,4    |
| 5,3    | 75-89 ans    | 8,1    |
| 14,8   | 60-74 ans    | 16,2   |
| 19,1   | 45-59 ans    | 18,4   |
| 19,5   | 30-44 ans    | 18,7   |
| 20,7   | 15-29 ans    | 19,1   |
| 20,2   | 0-14 ans     | 18     |

### Enseignement

#### Enseignement maternel et primaire
Groupe scolaire du bourg : école maternelle et école primaire
Groupe scolaire Jean-Jacob : école maternelle et école primaire
École privée maternelle et primaire Sainte-Anastasie
École privée maternelle et primaire Saint-André

#### Enseignement secondaire
Collège Roger Salengro

#### Enseignement spécialisé
Institut médico-éducatif Jean-Lombard
Institut d'éducation motrice

### Vie associative
La vie associative houplinoise est très dense. On comptabilise à ce jour 72 associations réparties comme suit :
- 15 associations sportives ;
- 26 associations de culture et loisirs ;
- 22 associations d'entraide ;
- 9 associations liées aux écoles comme les amicales ou les associations de parents d'élèves.

Les deux plus vieilles associations de la commune sont l'Orchestre d'Harmonie créé en 1872 et le club de gymnastique L'Alerte fondé en 1912.

### Santé
La commune accueille sur son territoire un EHPAD (Établissement d'hébergement pour personnes âgées dépendantes) : la fondation Henry-Delerue.

### Sports
Houplines dispose d'un complexe sportif (complexe sportif André-Claeys) avec un terrain d'honneur en herbe et un terrain synthétique, de deux courts de tennis couverts et de trois non couverts ainsi que d'une salle de sport polyvalente, d'un skate park et d'un parcours santé. Non loin du collège, la ville possède une salle de sport (salle Gérard-Dufour), une salle de tennis de table mutualisée avec le collège, un terrain de basket extérieur ainsi qu'un terrain de foot.
Le complexe sportif Debarge est constitué d'un dojo et d'une salle de boxe. Enfin, une salle de sport rue d'Hespel (salle Denise-Dedeurwaerder), deux boulodromes (un couvert et un extérieur) rue des Tramways et un city stade au parc Harris complètent les structures sportives. Houplines est également membre du SCEPAA (Syndicat pour la Construction et l'Exploitation d'une Piscine dans l'Agglomération Armentièroise) qui gère la piscine Calyssia.

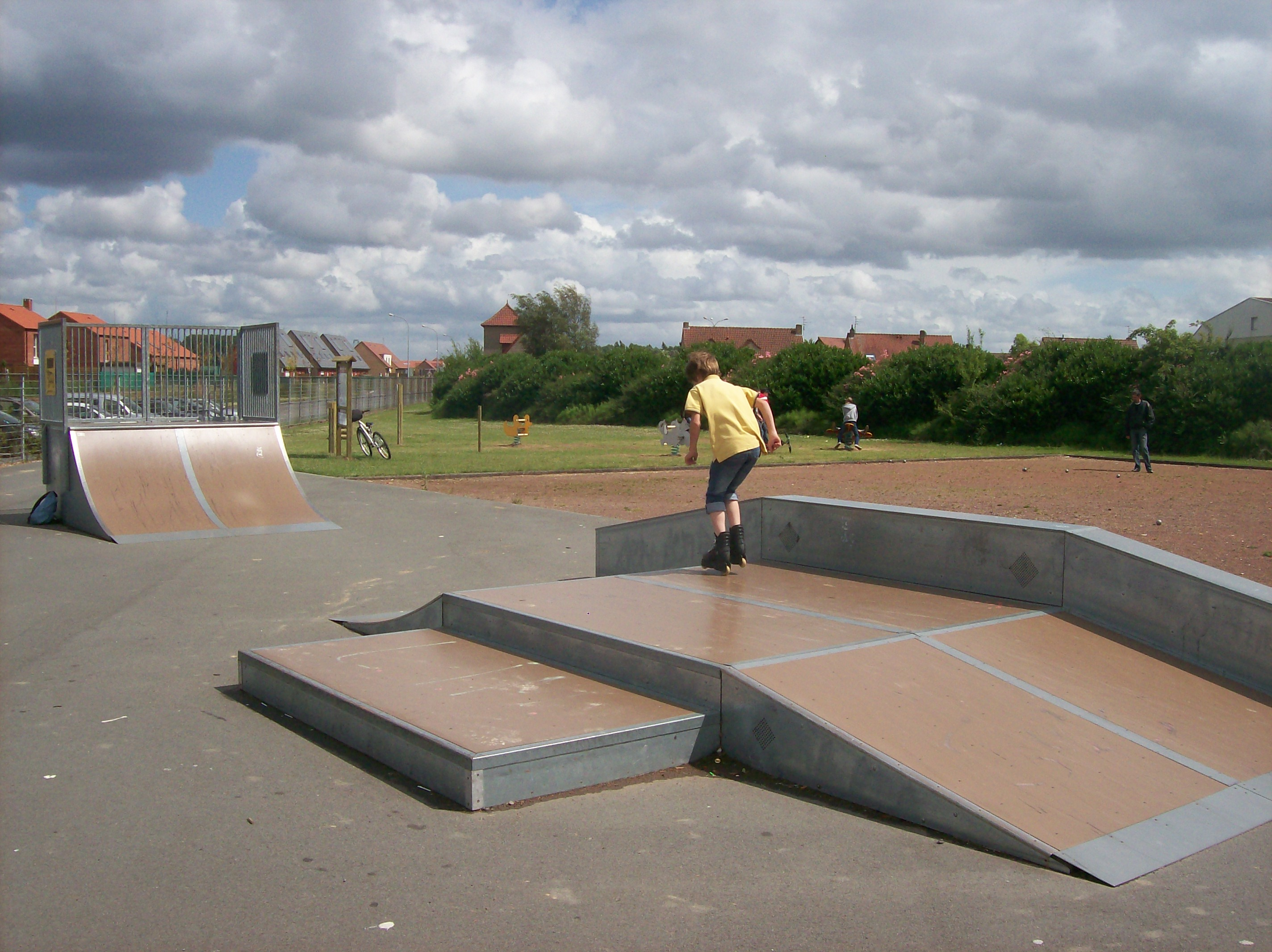
Le Skate park
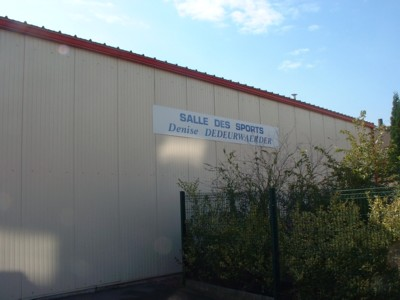
La salle Denise-Dedeurwaerder
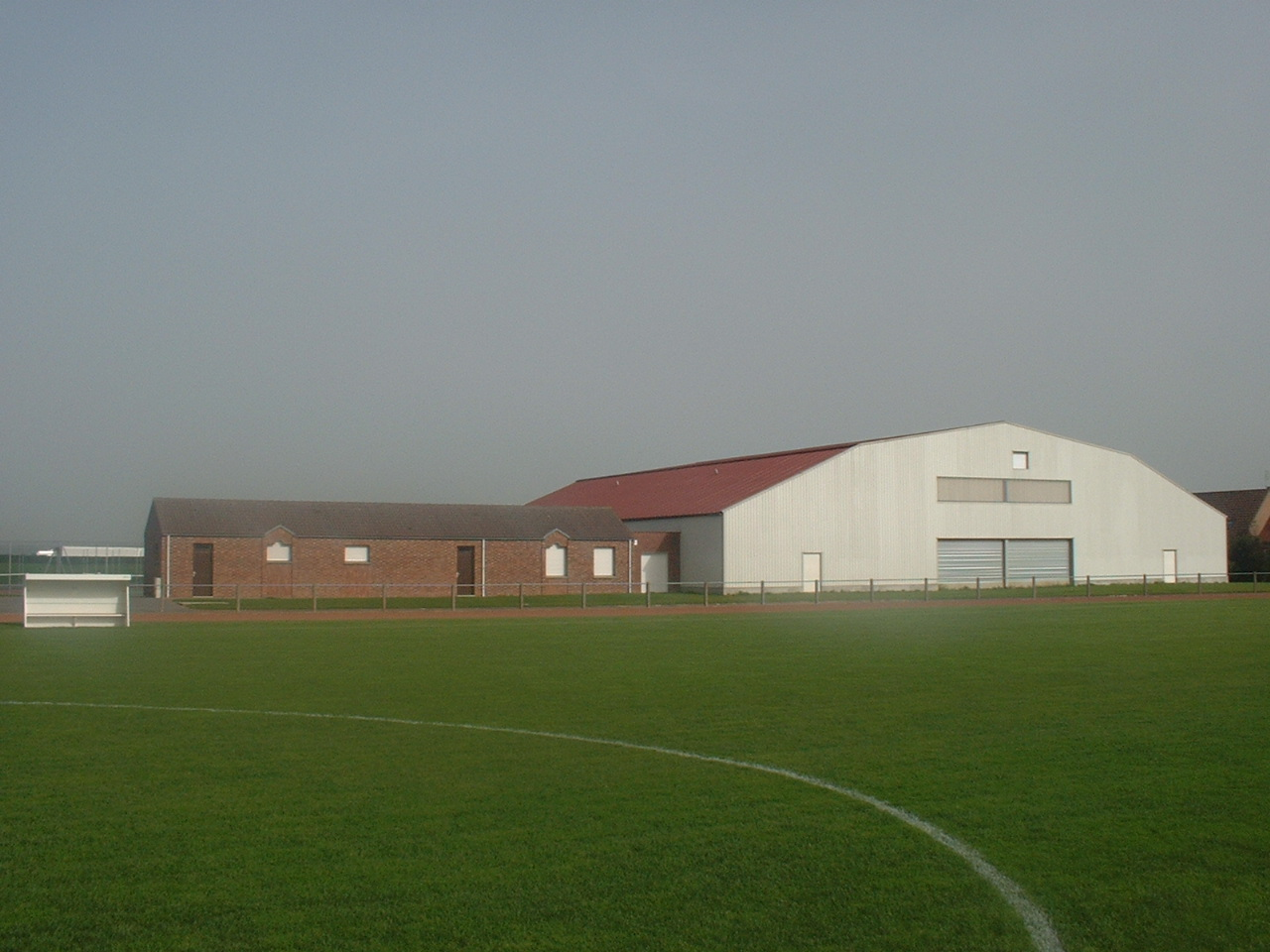
Les courts de tennis couverts
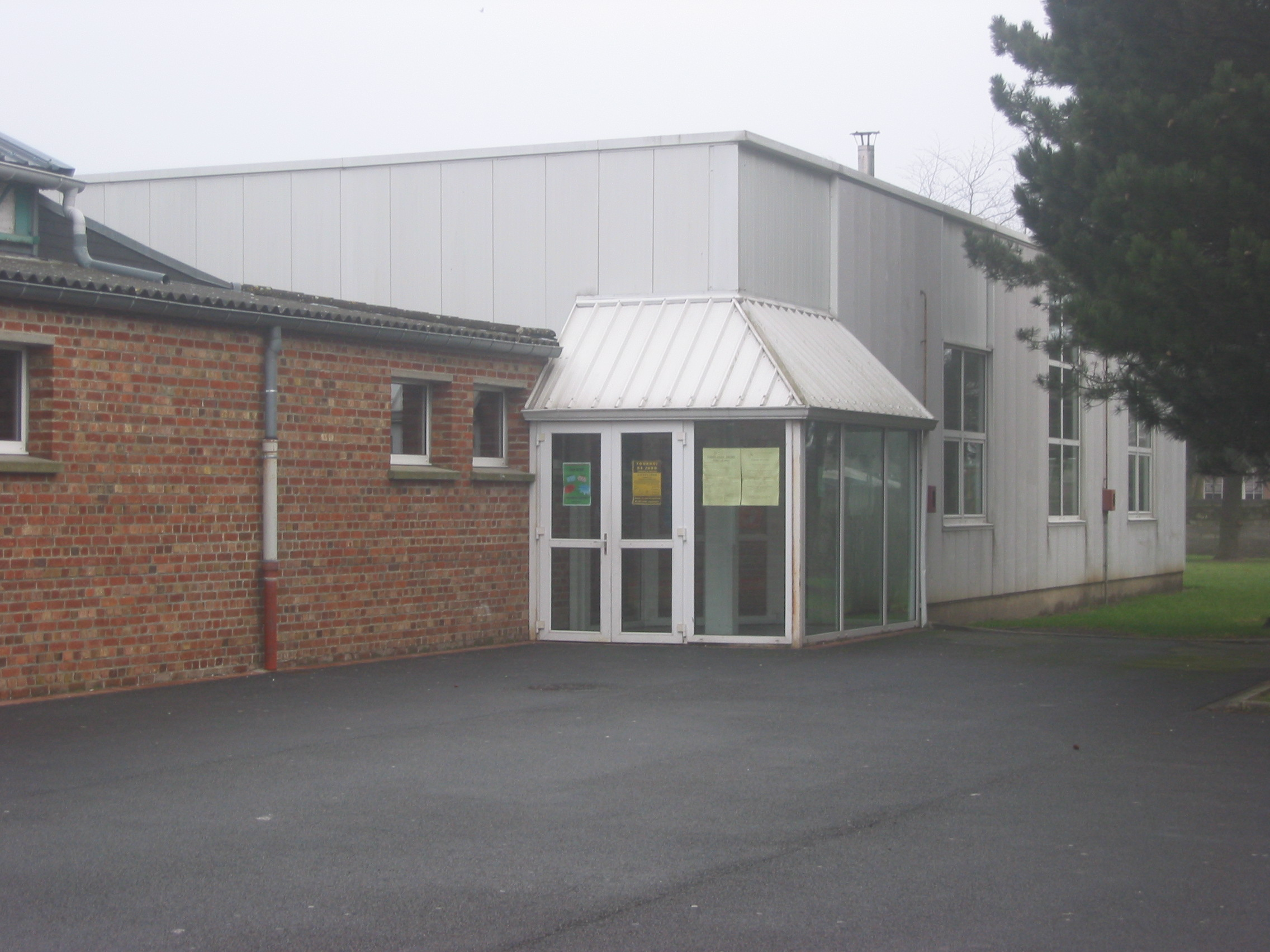
L'entrée du dojo

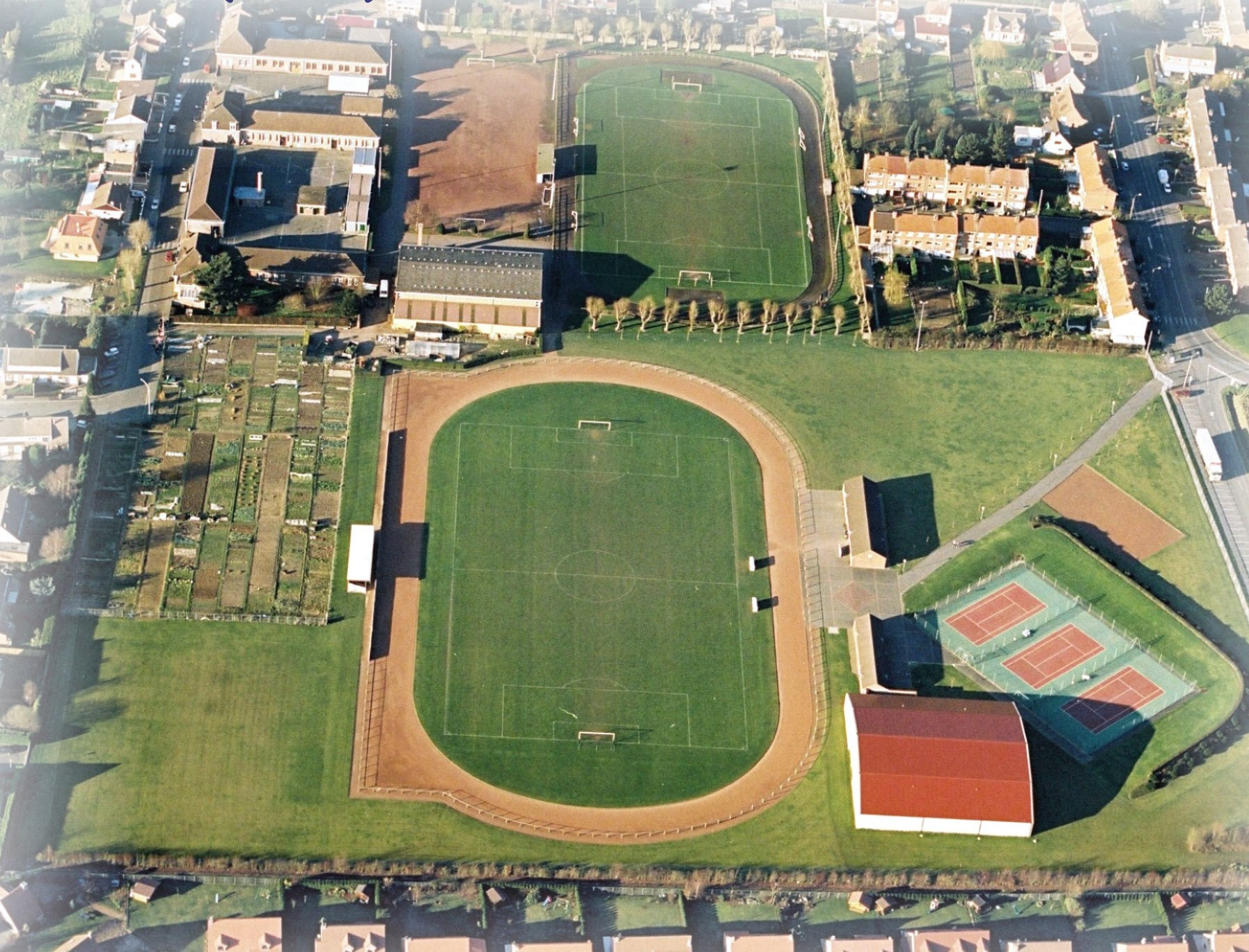
Vue aérienne du complexe sportif
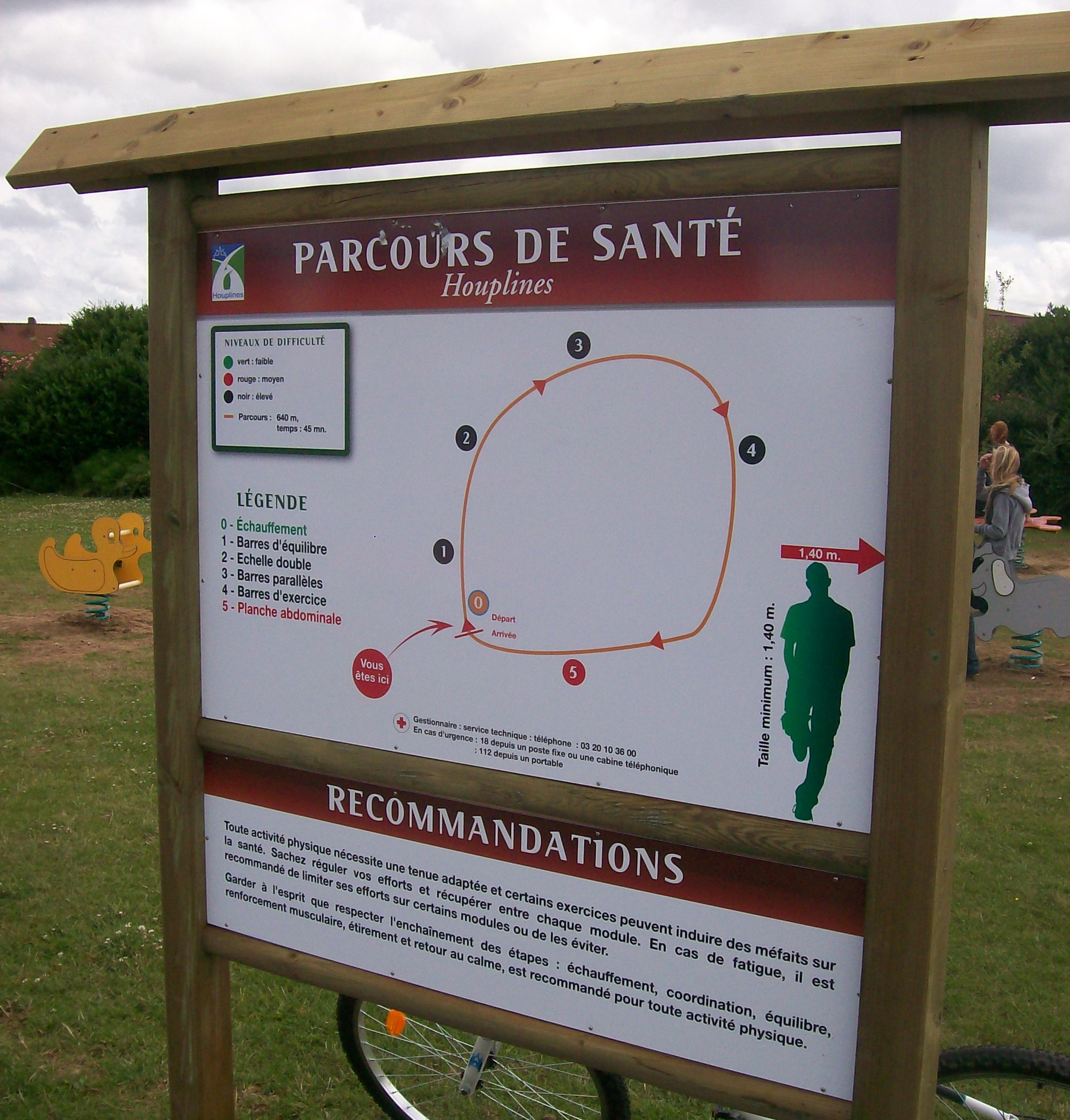
Le parcours santé au stade
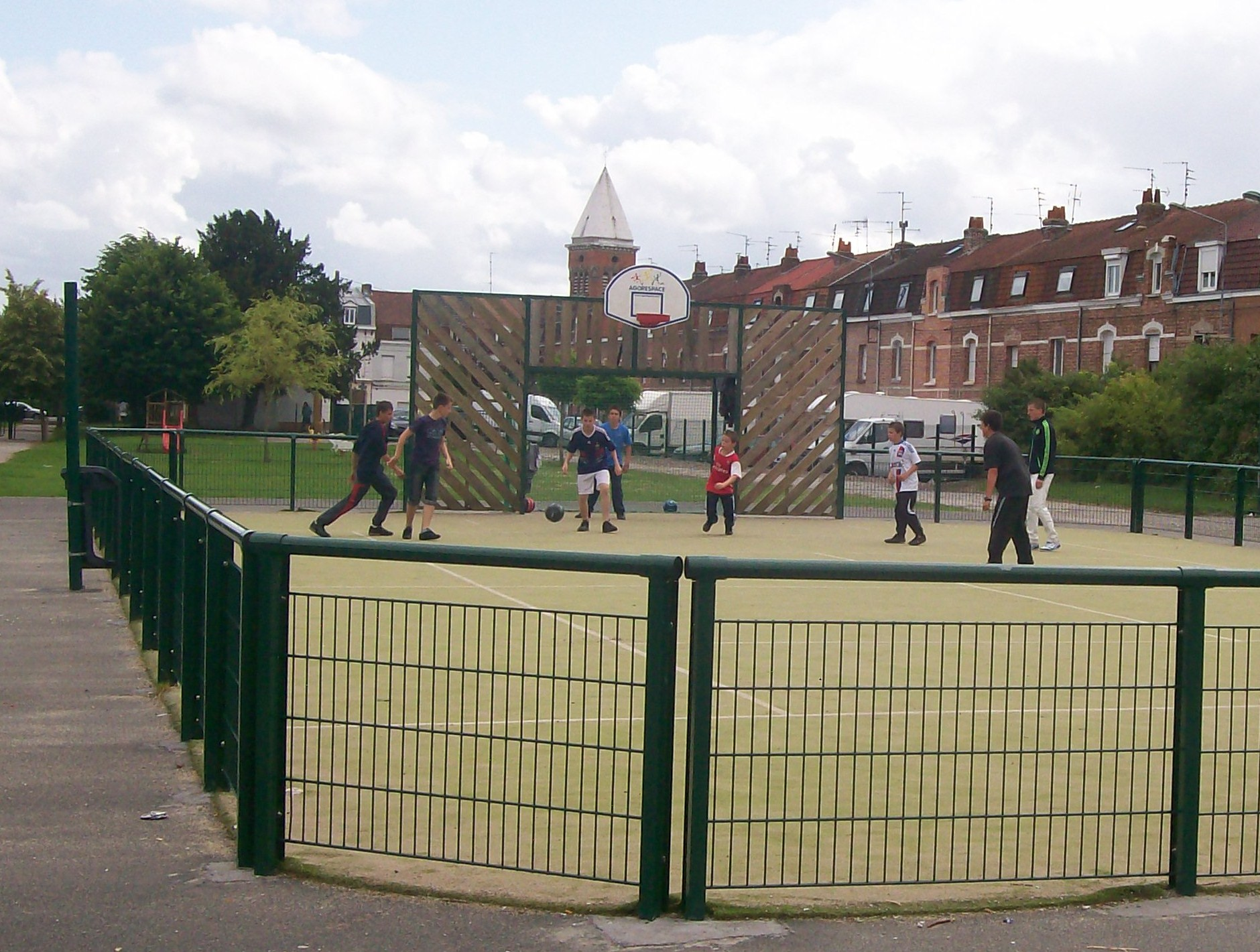
Le City Stade
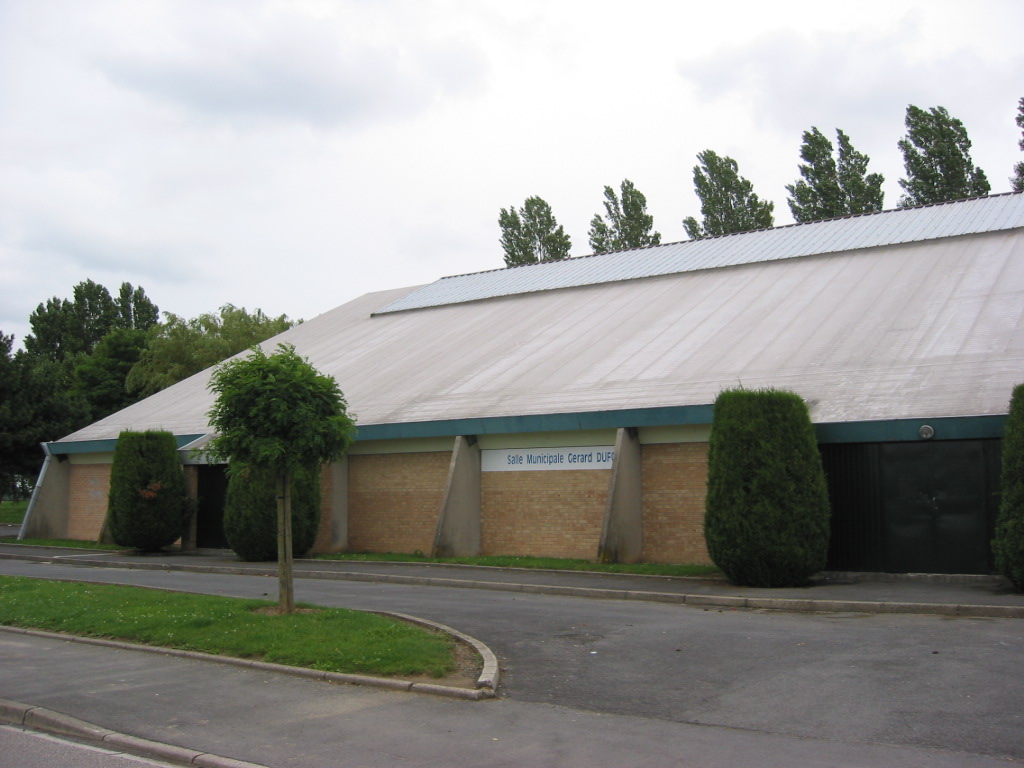
La salle Gérard-Dufour

### Cultes
Seul le culte catholique est représenté. Les deux clochers de la commune (Saint-Charles et Sainte-Anastasie) sont regroupés au sein de la paroisse Sainte Marie de la Lys qui regroupe également Saint Joseph et le Sacré-Cœur à Armentières.

## Économie

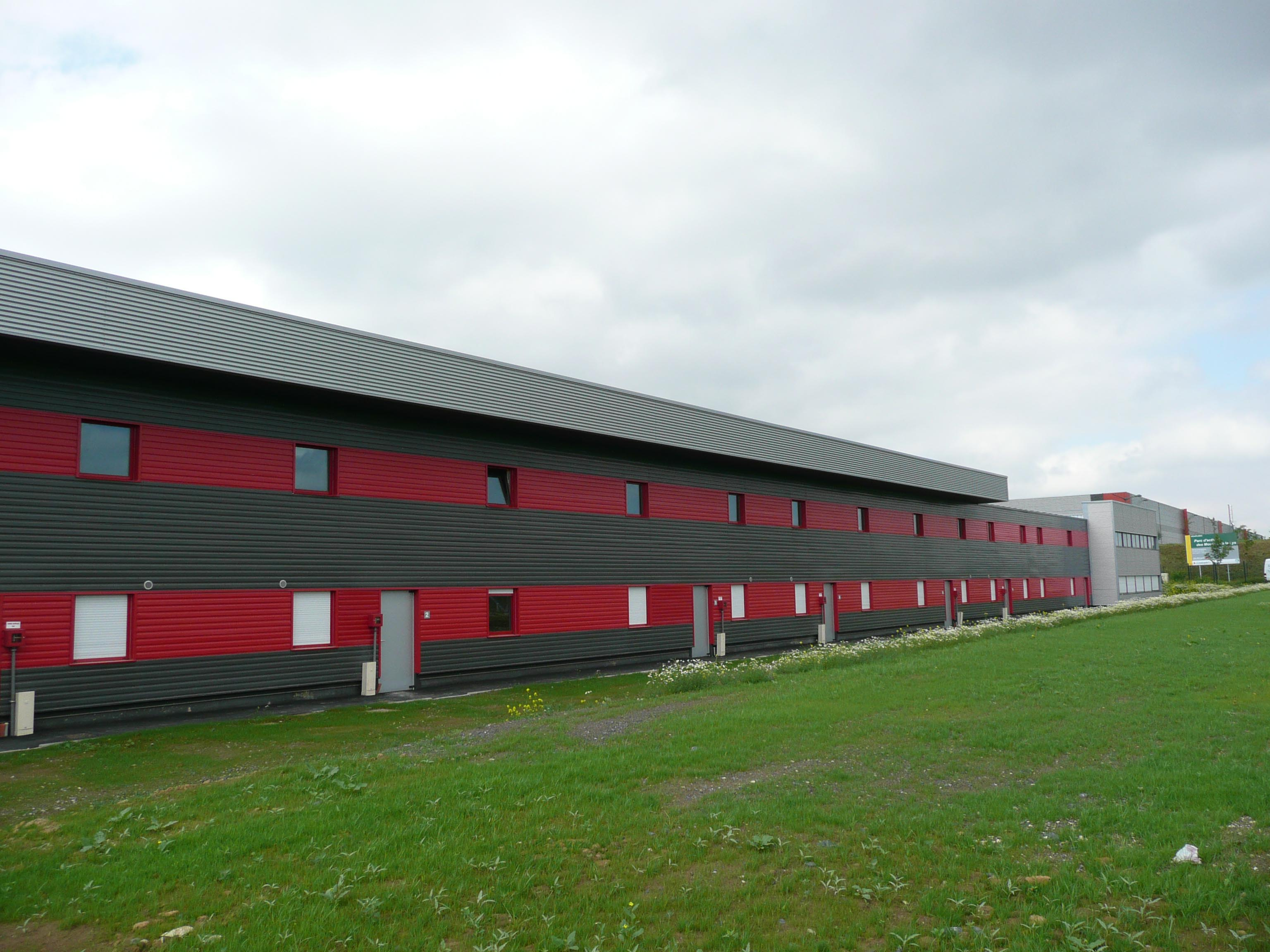
Vue de l'hôtel d'entreprises sur le parc d'activités "Les Moulins de la Lys".

De son passé industriel et notamment textile, il subsiste à Houplines quelques entreprises telles que Hacot et Colombier, les tissages Frémaux ou LATIM.
En 2002, il est décidé en partenariat avec LMCU (Lille Métropole Communauté urbaine) la réalisation d'un parc d'activités dénommé « Les Moulins de la Lys » dédié essentiellement à l'activité logistique. Celui-ci accueille aujourd'hui entre autres des entreprises comme le géant du commerce en ligne Showroomprivé, Rhenus Logistic, Picwic ou Bailly Courouble. Le parc d'activités comporte depuis 2010 un hôtel d'entreprises. Ce bâtiment de 3 000 m2 est destiné à recevoir une douzaine d'entreprises dans des cellules de 250 à 450 m2.
Même si le nombre d'exploitations agricoles a également diminué depuis quelques années, il n'en reste pas moins qu'environ les 2/3 de la superficie de la commune sont des surfaces agricoles. Ce sont les cultures maraîchères (pommes de terre, betteraves, choux...)  et céréalières (essentiellement blé, orge et maïs) qui dominent.
À noter que la commune d'Houplines dispose d'une offre de logement pour population non permanente grâce à la présence de campings et d'un gîte (camping Les Alouettes, camping de L'Image, camping du Pont Charlet (réservé à la clientèle naturiste) et le Gîte de La cour du Roy). Le décompte réalisé fin 2012 par l'office de tourisme intercommunal indique que la capacité d'hébergement est de 13 logements meublés, 252 emplacements en terrain de camping, 72 lits en hébergement collectif et deux chambres d'hôtes.

## Culture locale et patrimoine
Depuis le 1er avril 2011, la commune d'Houplines adhère à l'office de tourisme intercommunal de l'armentièrois avec les communes d'Armentières, Capinghem (jusqu'en 2014), La Chapelle-d'Armentières, Prémesques et Frelinghien (depuis 2014). Les axes de développement du territoire de l'Armentiérois sont le tourisme de mémoire (guerre 14-18) et la nature. L'espace Paul Harris est intégré dans le nouveau parc de la Lys. Des visites de la mairie ainsi que des balades le long de la Lys ou en campagne sont organisées tout au long de l'année.

### Lieux et monuments

#### Monuments
- Hôtel de Ville reconstruit en 1930 par Albert Baert, architecte municipal de la ville de 1919 à 1934.
- Église Saint-Charles, construite en 1883, entièrement détruite durant la Première Guerre mondiale et reconstruite.
- Église Sainte-Anastasie, reconstruite après la Première Guerre mondiale; contient deux porte-cierges dits brûloirs inscrits à titre objet monument historique[51]
- Les cimetières du Commonwealth : le plus grand des deux cimetières, Houplines Communal Cemetery Extension, se trouve accolé au cimetière communal, rue Roger-Salengro, anciennement Rue de l'Epinette. De ce fait le cimetière s'est nommé durant une période « Epinette Road Cemetery ». 533 soldats de la 1re guerre mondiale (525 Britanniques, 4 Canadiens, 1 Australien et 3 Néo-zélandais) reposent dans ce cimetière. Le second cimetière, Ferme Buterne Military Cemetery, comprend 129 tombes, 128 britanniques et 1 canadienne.
- La brasserie Roussel[52]. Transformée en logement, la façade de l'ancienne brasserie est préservée. Dans un courrier de 1892, le brasseur mentionne 100 ans d'existence, laissant supposer une construction à la fin du XVIIIe siècle. La brasserie aurait également été en conflit avec les douaniers qui lui reprochent de faire le jeu des contrebandiers. Durant la première guerre mondiale, certains bâtiments sont déjà en ruine et les Allemands occupent la maison d'habitation lors de l'Offensive du Printemps[26].
- Les anciennes écluses
- La "Pill box" : une casemate pour mitrailleuse construite par l'armée britannique pendant la Première Guerre mondiale (visible chemin du Cortembut)
- Le cimetière communal : 12 maires de la commune ont leur sépulture dans le cimetière de la ville.

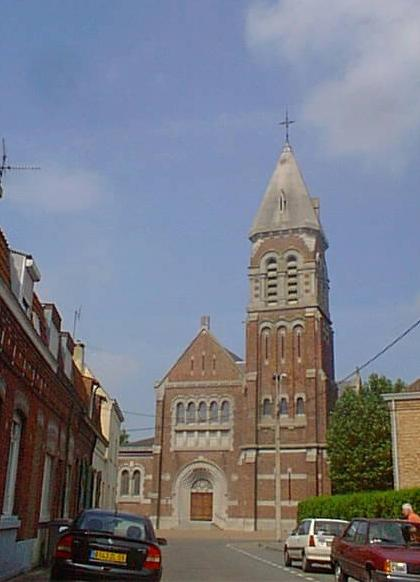
L'église Sainte Anastasie
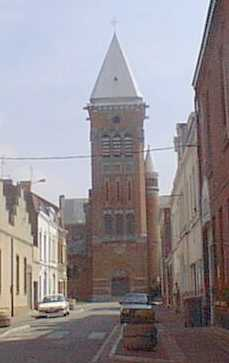
L'église Saint-Charles
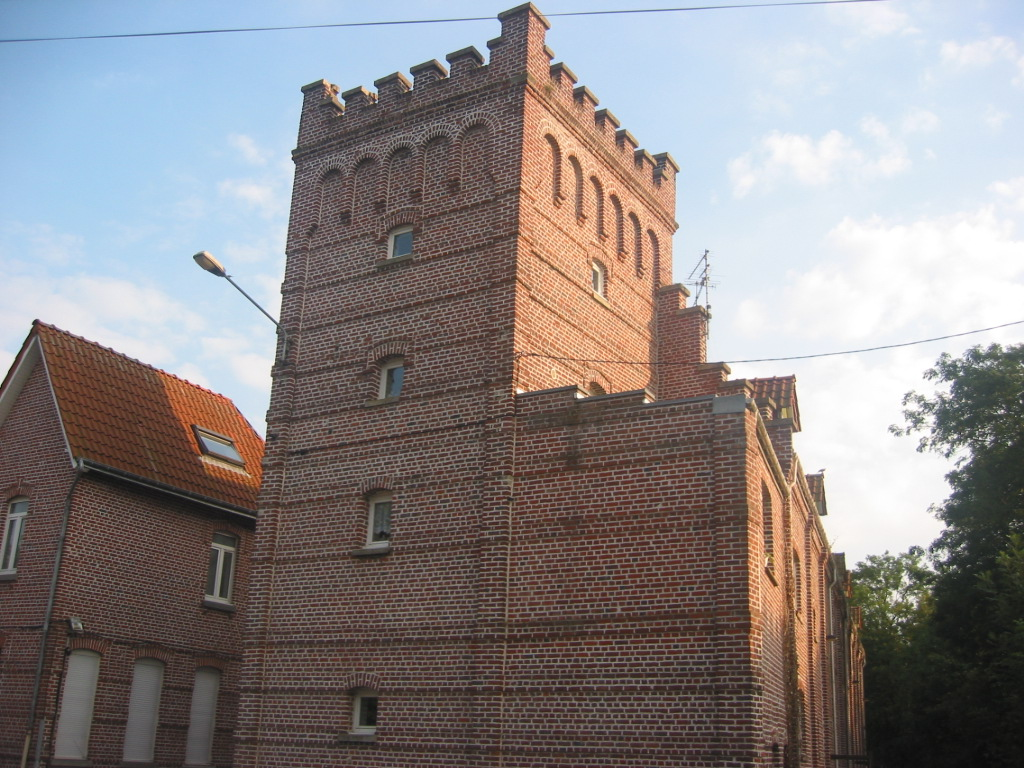
La brasserie Roussel
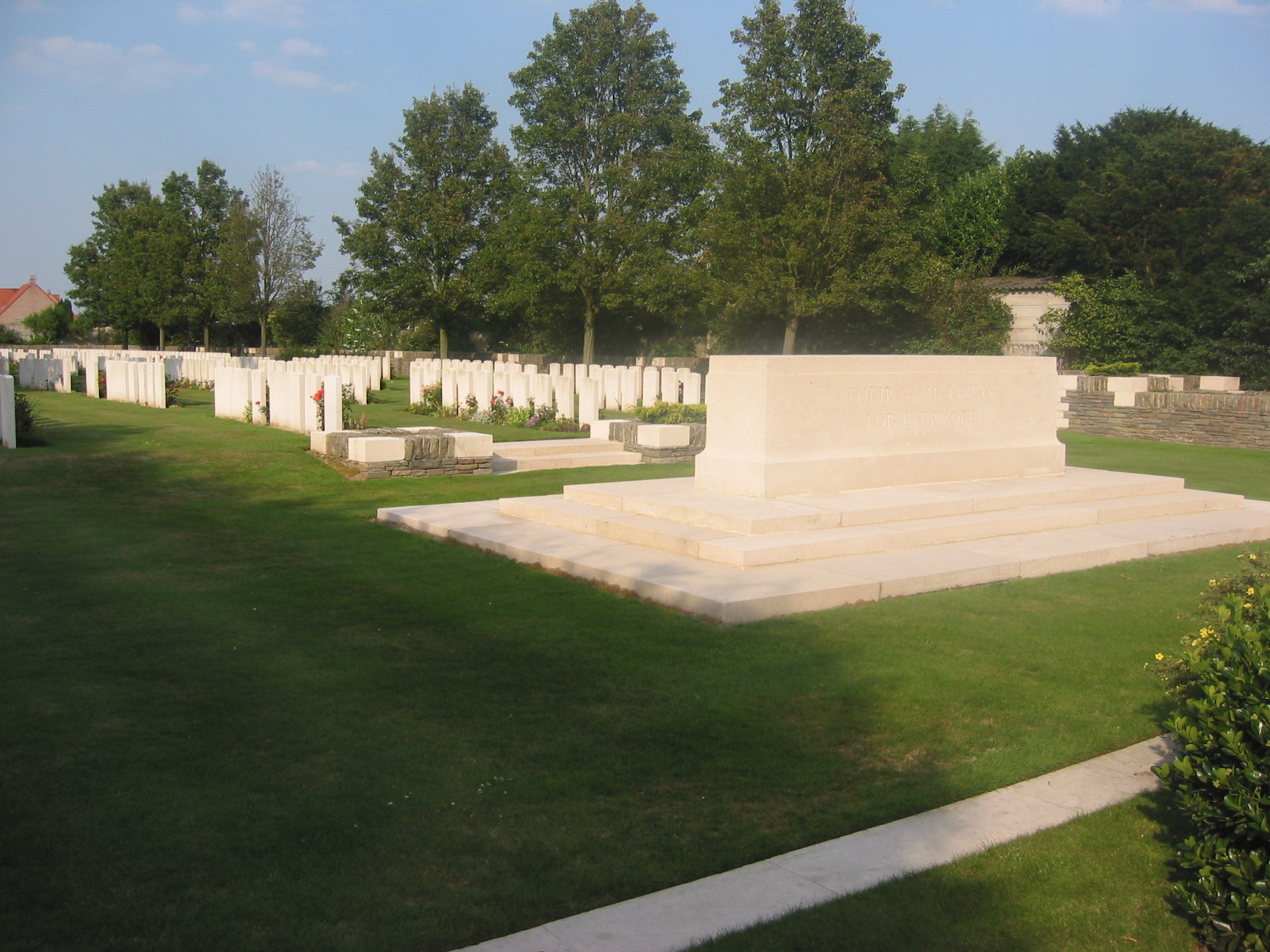
Le cimetière britannique
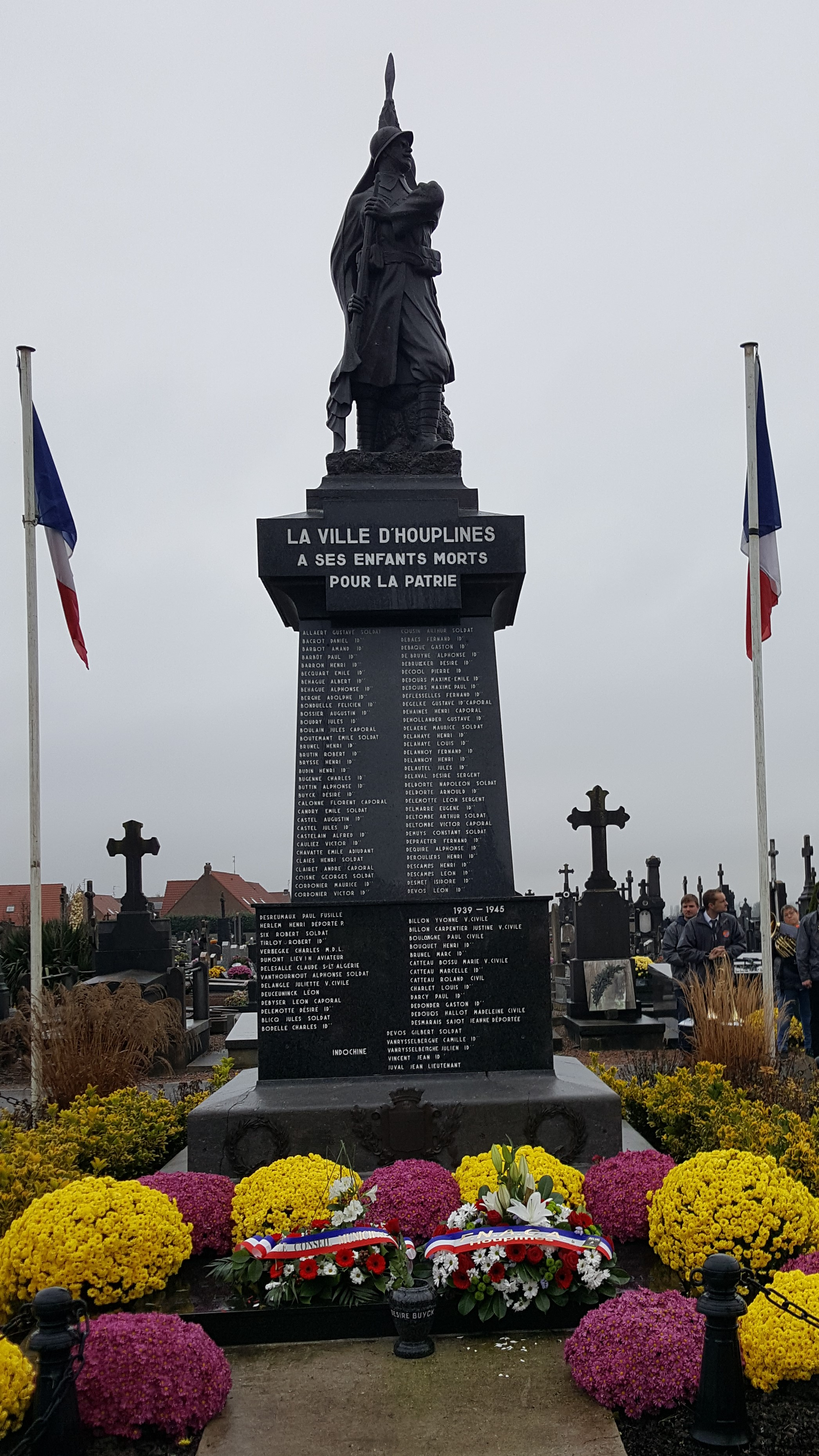
Le monument aux morts
Les anciennes écluses
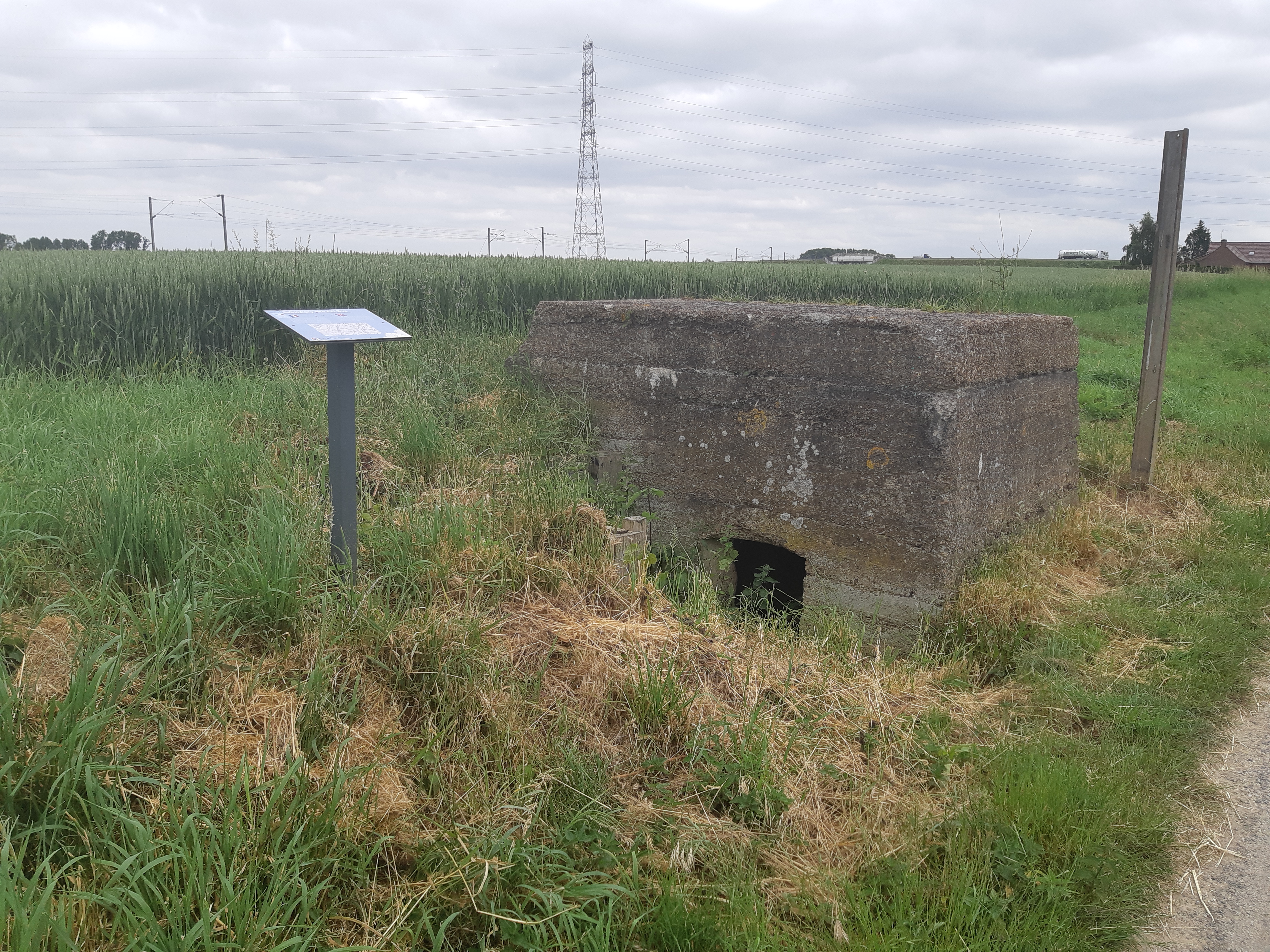
La Pill Box

#### Lieux de promenade
- Les étangs du pont Ballot : il y a au total six étangs de pêche dont un réservé à la pêche à la truite. Au fond du parc ont été installées trois ruches.
- Les berges de la Lys : la ville est née et a prospéré aux abords de la Lys. Au détour du chemin, l'été, les promeneurs peuvent observer les vols majestueux des hérons qui y trouvent refuge.
- Le parc Harris : au cœur de la commune, un espace verdoyant qui vous amène vers les berges de la Lys. À son entrée, un petit parc de jeux pour enfants et le city stade.

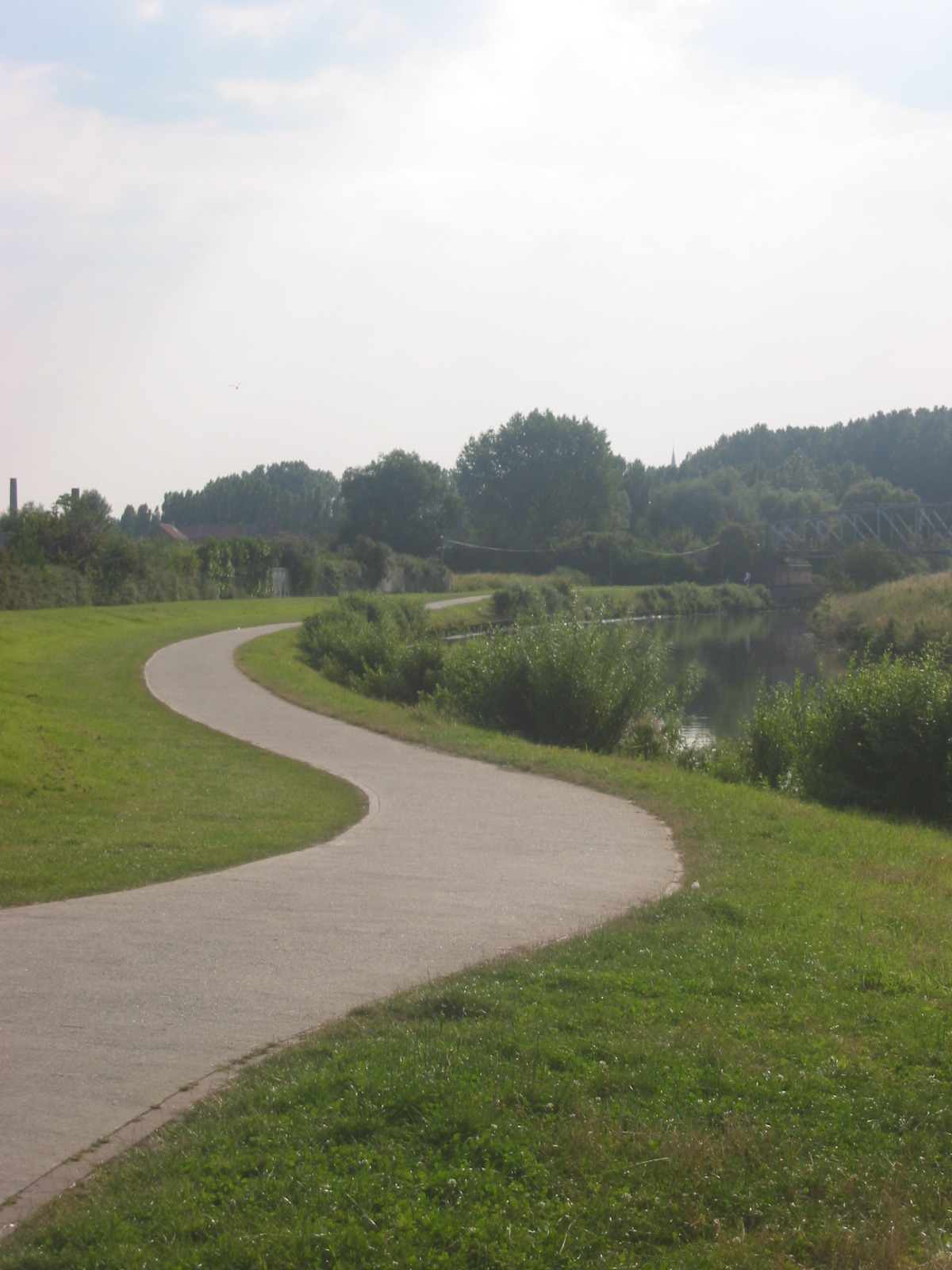
Les berges de la Lys
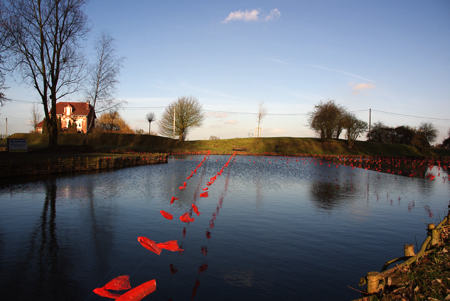
Le pont Ballot
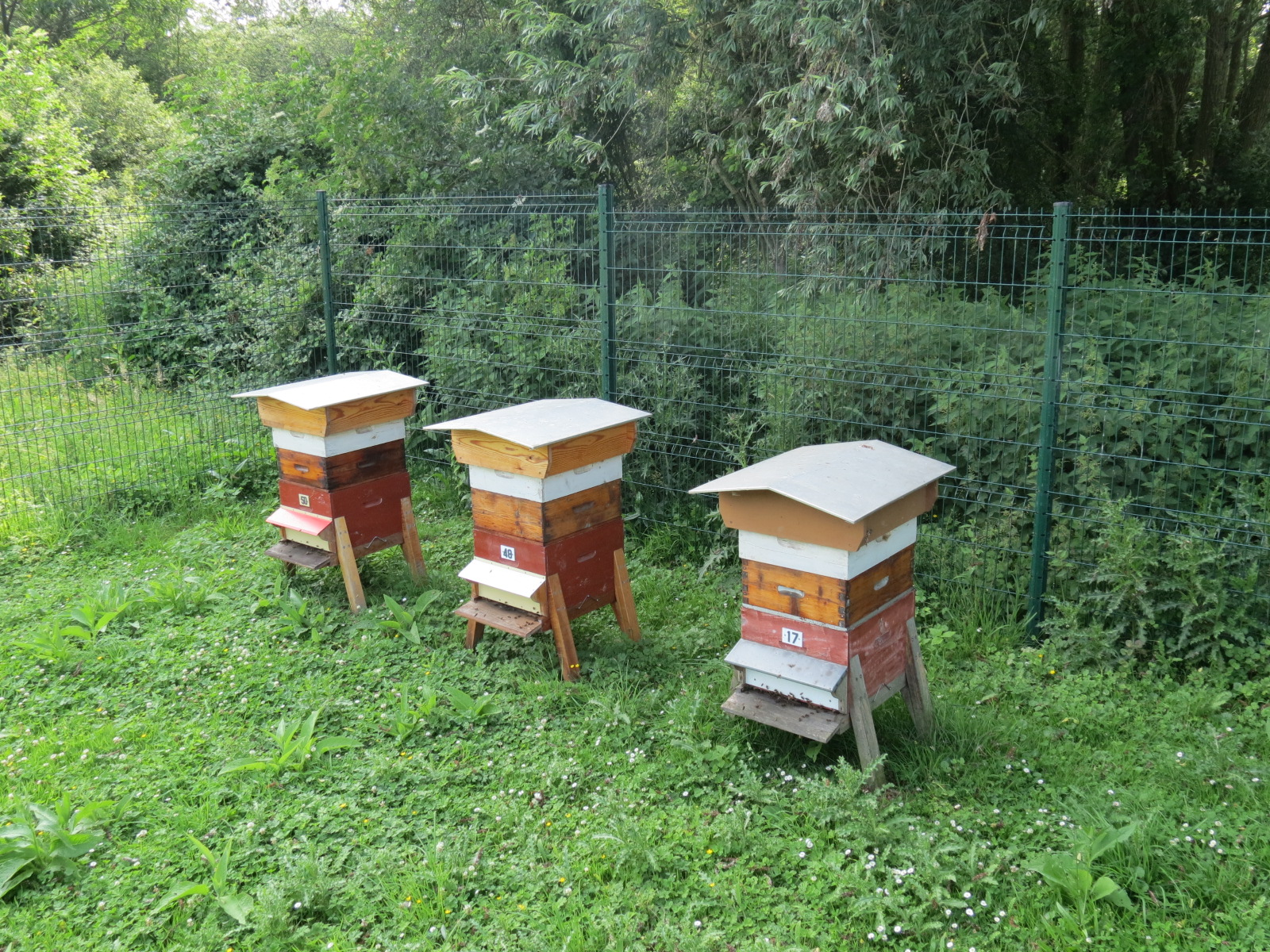
Les ruches du Pont Ballot
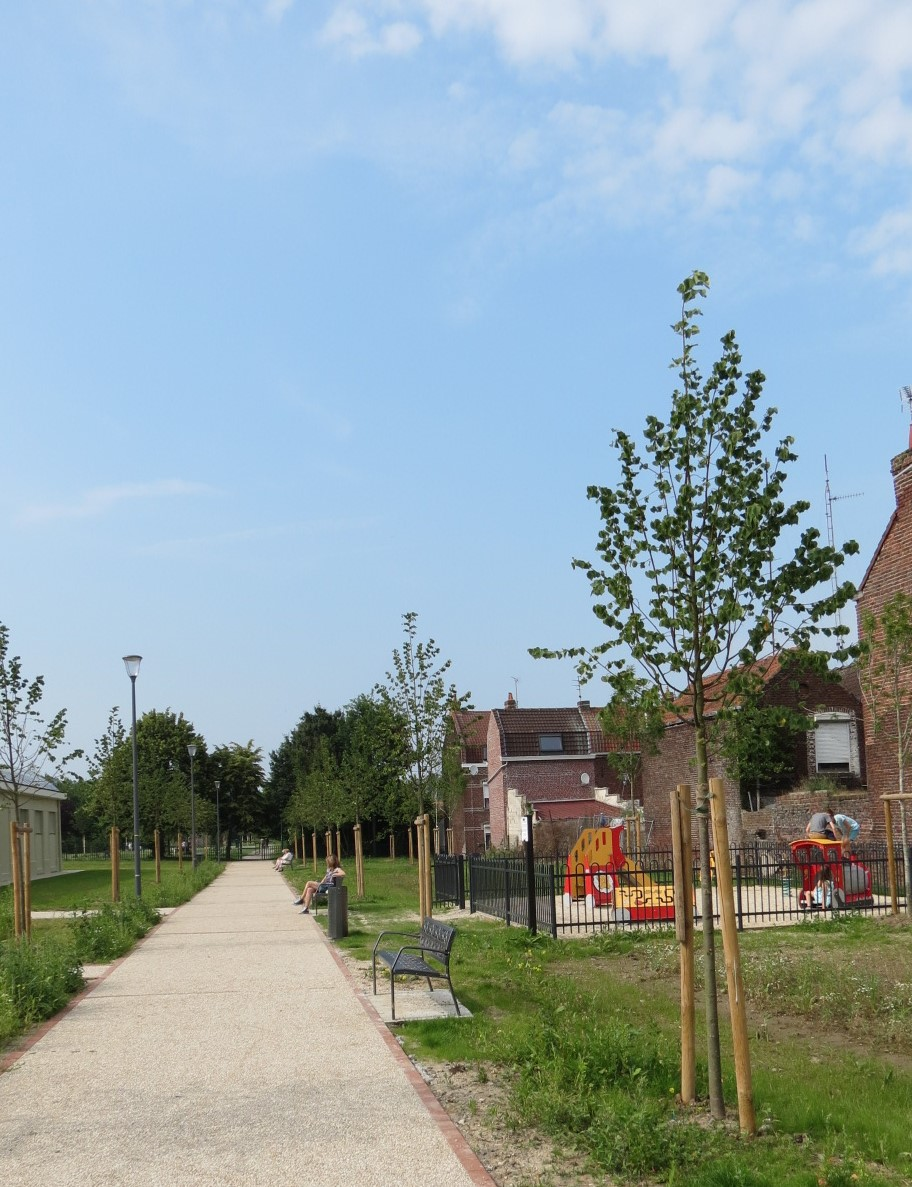
L'entrée du parc Harris

#### Sentiers de randonnée

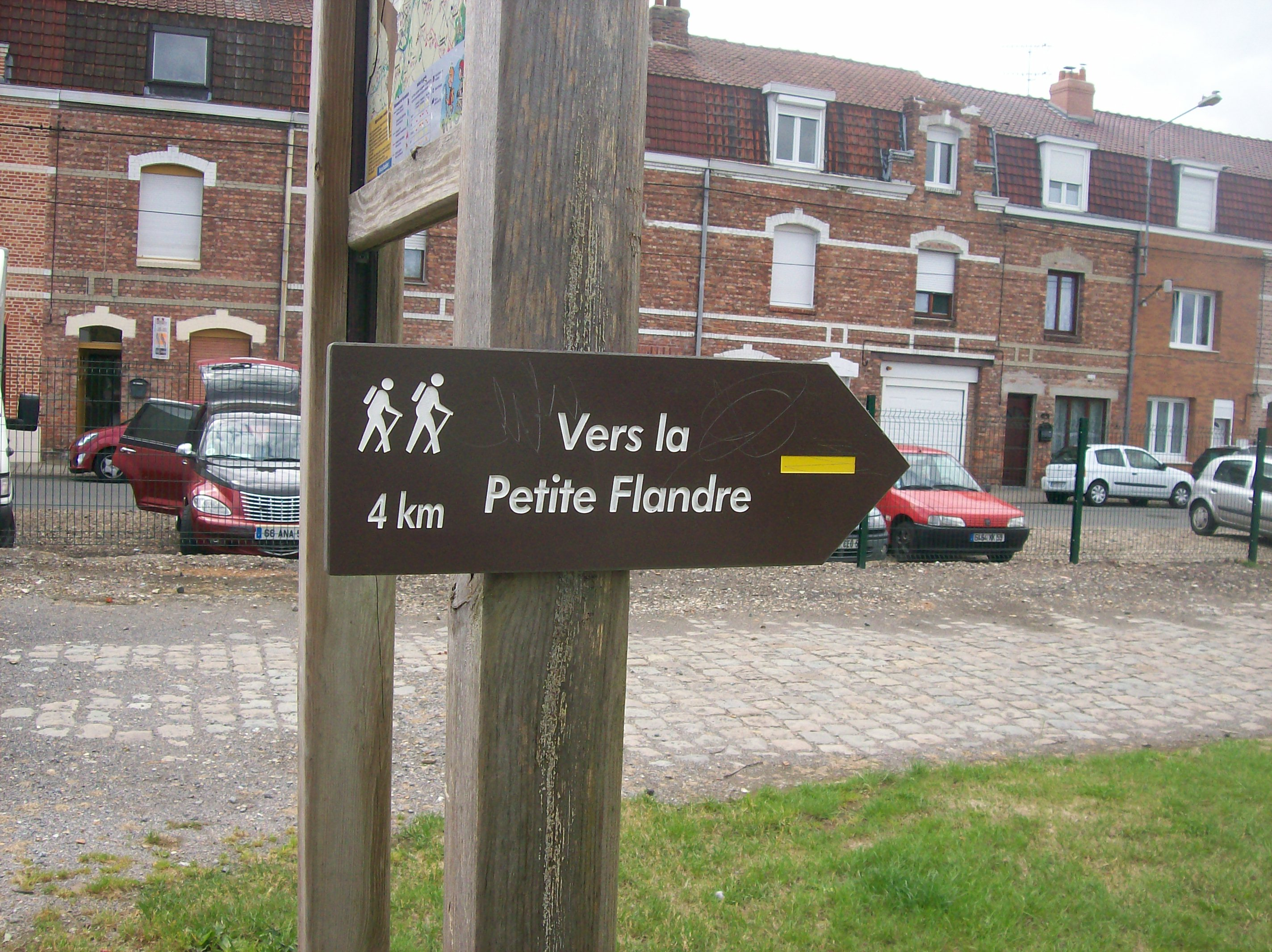
"Vers la petite Flandre"

Houplines est traversée par le GR121b qui relie Marchiennes (GR121) à Bailleul (GR128). Deux circuits classés au Plan départemental des itinéraires de promenade et de randonnée passe également à Houplines : "Vers la petite Flandre" (6 km) et "La ligne de front en longeant la Lys" (15 km).

### Les musées
- Le petit musée de la gaufre

### Houplines et le cinéma
Certains lieux d'Houplines ont été choisis comme décors pour le film Entre ses mains avec Benoit Poelvoorde et Isabelle Carré (2005) mais également pour le téléfilm La Passion selon Didier avec Clémentine Célarié et Daniel Russo (2009).

### Équipements culturels
La ville possède un restaurant scolaire municipal doté d'une cuisine centrale inaugurés en 2011, d'un RAM (relais d'assistantes maternelles), d'un LAEP (lieu d'accueil parents enfants), d'un centre de santé pour l'accueil PMI, d'un centre culturel (bibliothèque) et d'une ludothèque ouverte depuis 2013.
Plusieurs salles polyvalentes sont mises à la disposition d'associations : la salle des fêtes avec une salle de répétition pour le théâtre et une salle accueillant le club de modélisme, l'ancienne gare, la salle de la Cordée, la salle du Trait d'Union, la boîte à musique et aussi des salles de cours mises à la disposition de l'école de musique.

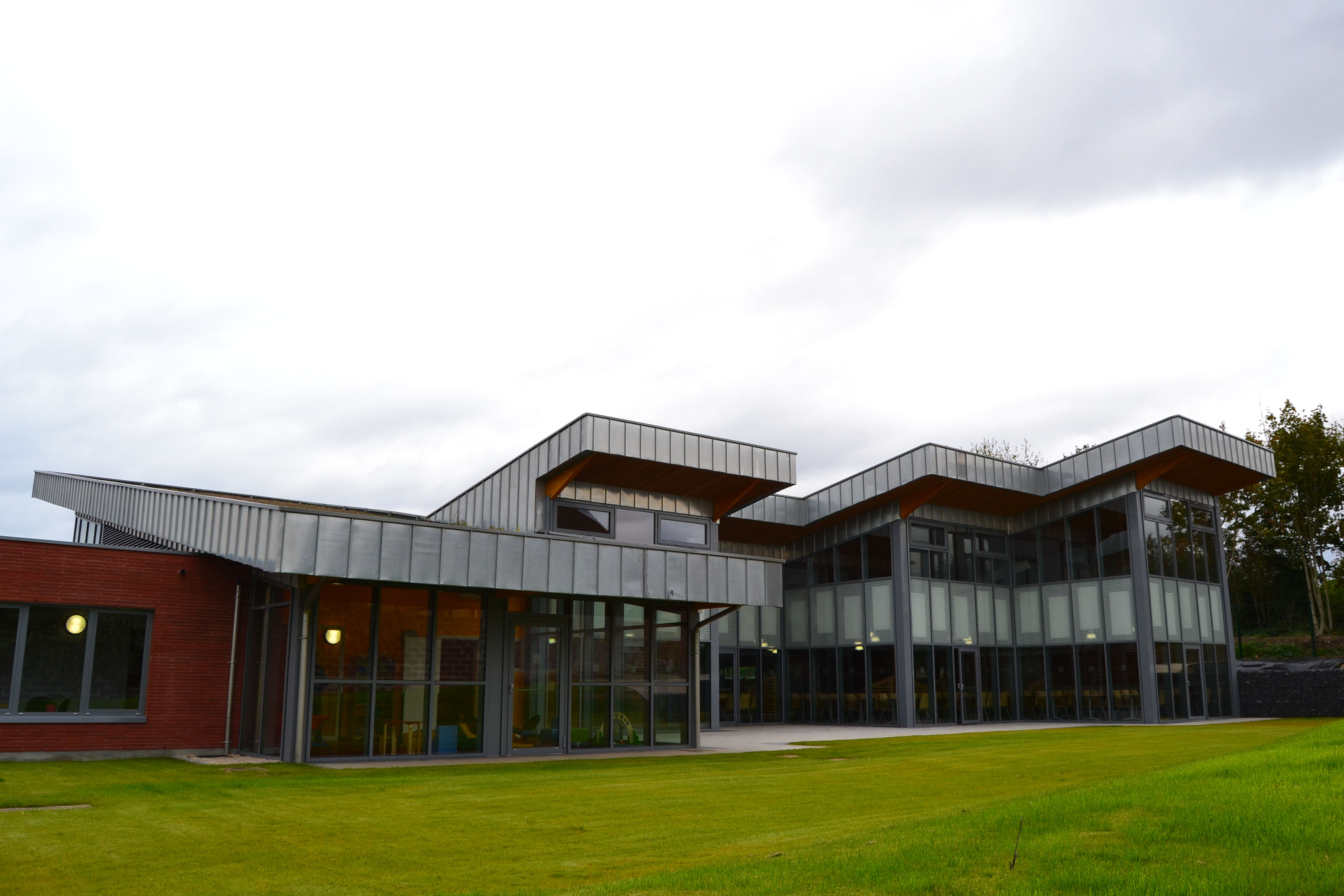
Vue extérieure du RAM et du restaurant scolaire.
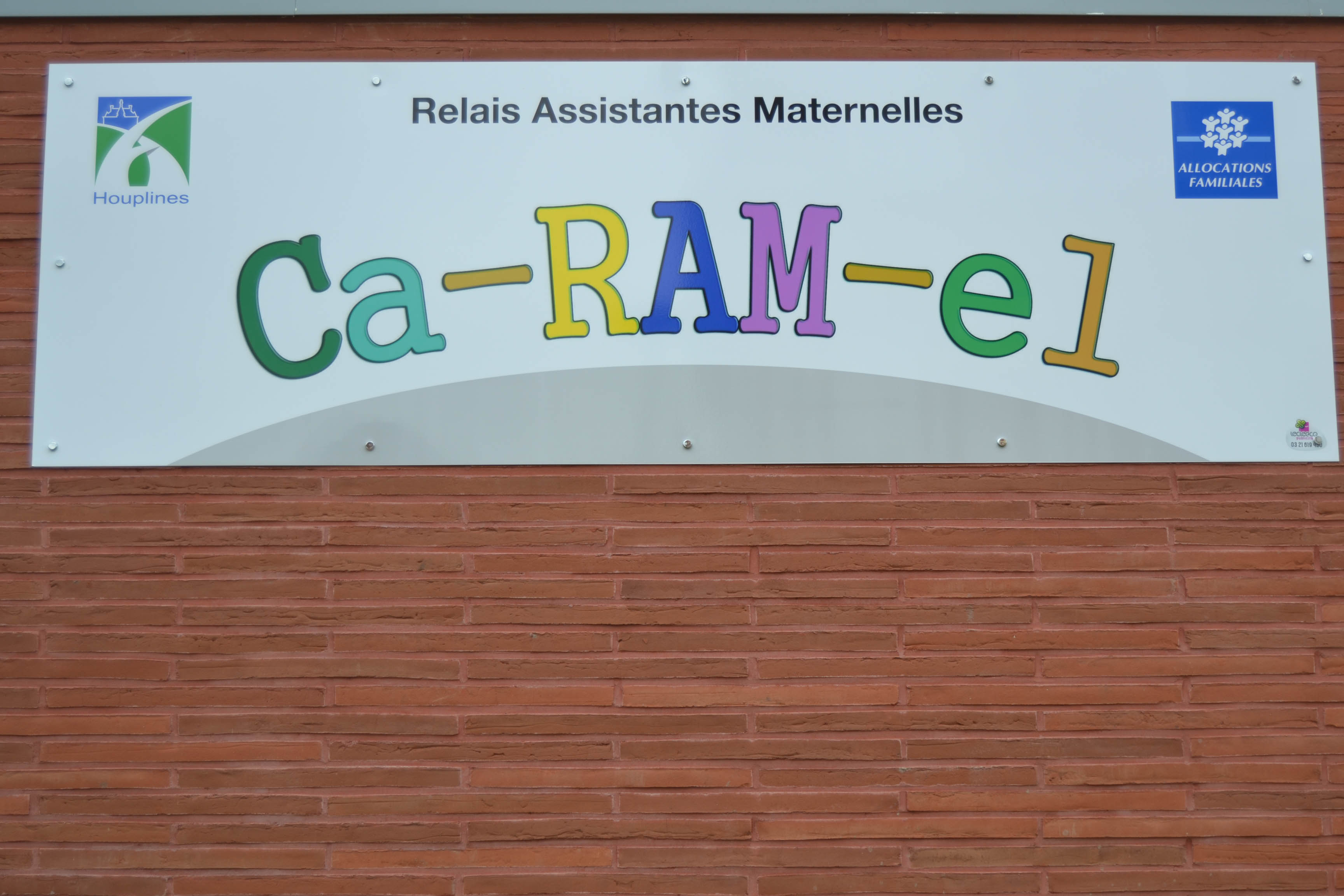
Le relais d'assistantes maternelles porte le nom de CARAMEL.
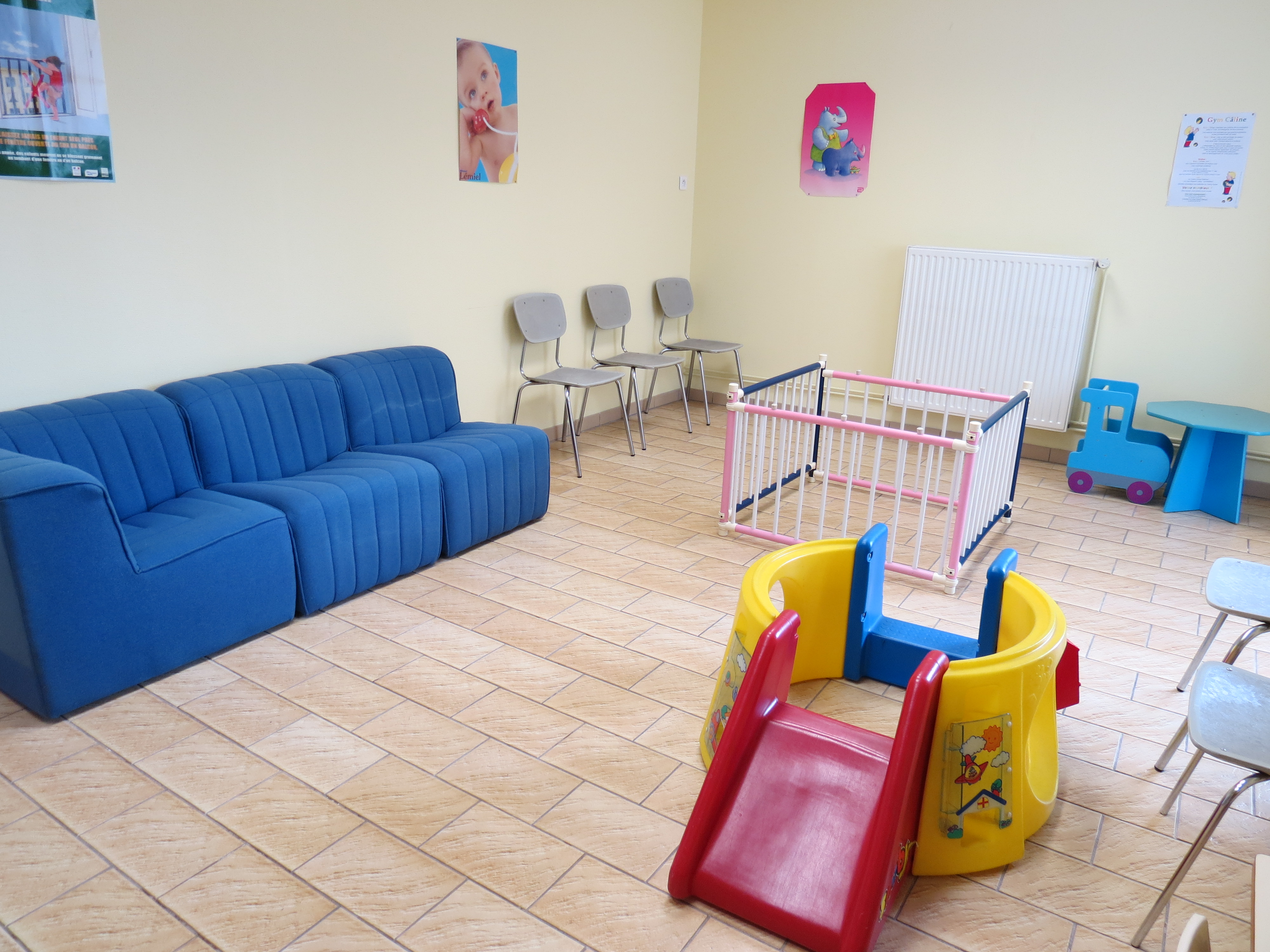
La salle d'attente de la PMI.
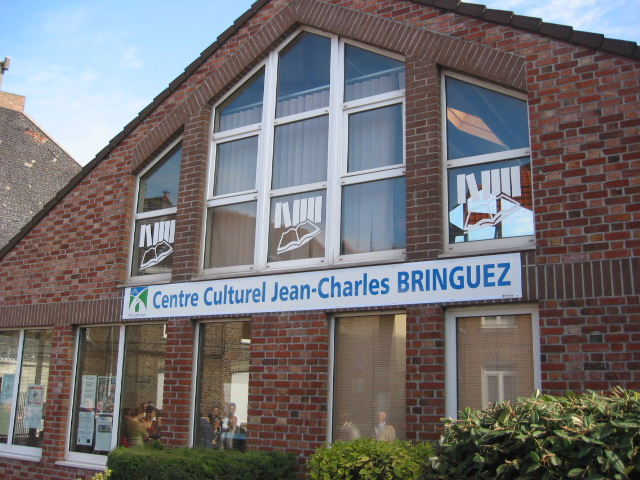
Le centre culturel Jean-Charles-Bringuez.
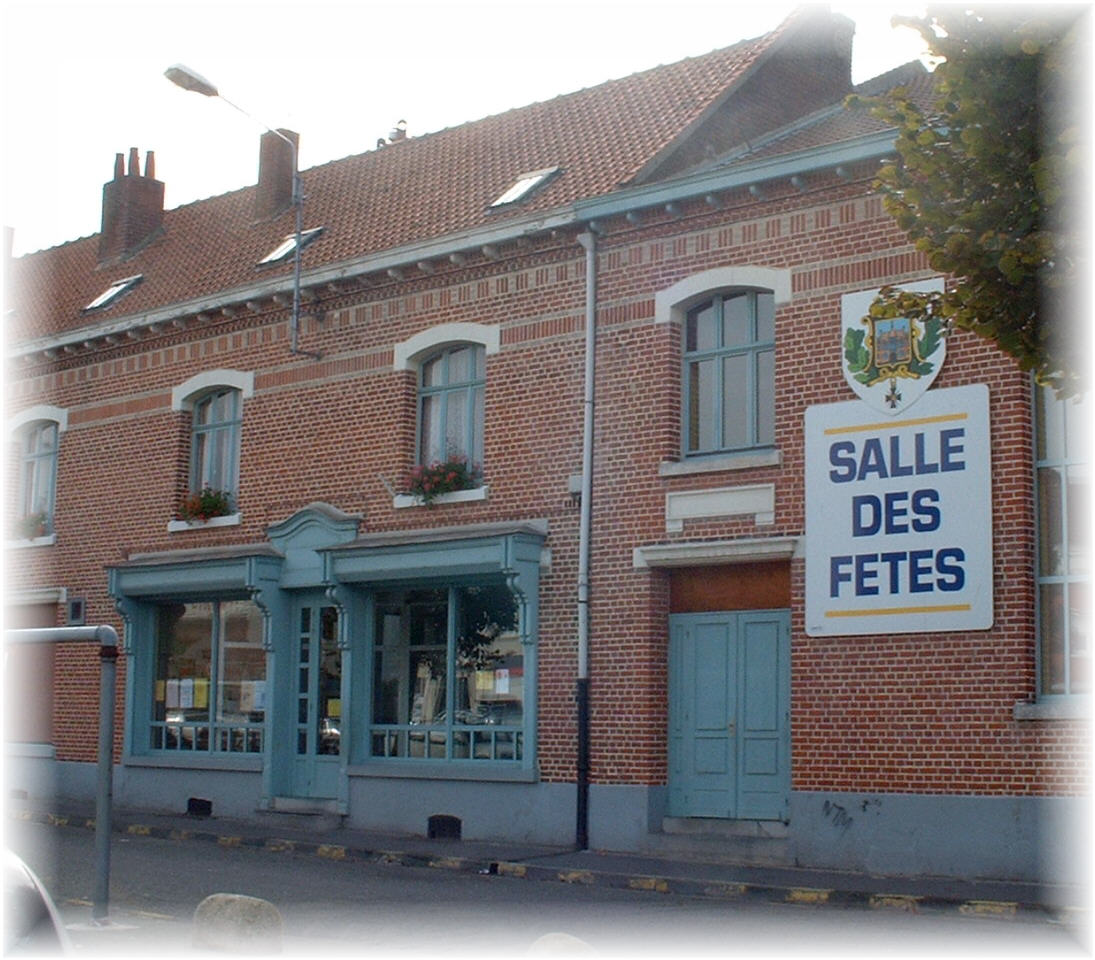
La salle des fêtes.
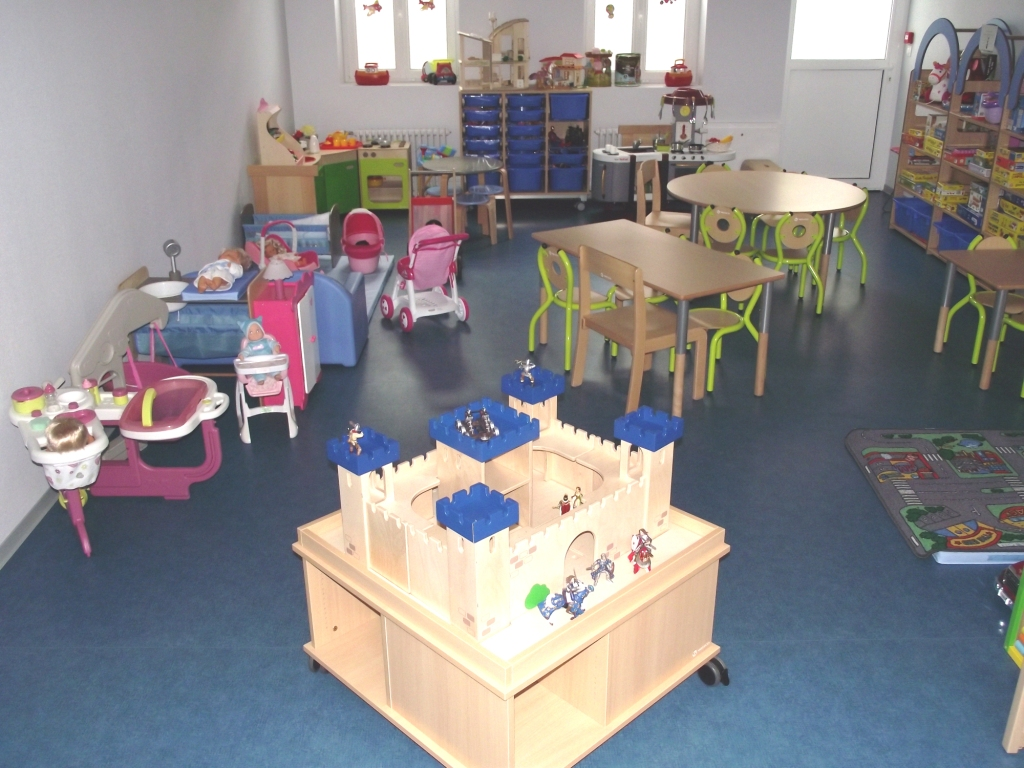
La ludothèque « Jacques a dit ».

### Personnalités liées à la commune
- Jean-Baptiste Lemesre (1748-1826), homme politique né à Houplines, député du Nord à l'Assemblée législative
- François-Charles Baude, peintre, est né à Houplines en 1880. Une rue de la commune porte son nom.
- Henri Becquart, député, calomniateur de Roger Salengro, résistant est né à Houplines en 1891.
- Julien Grujon, coureur cycliste ayant participé au Tour de France, né à Houplines en 1904.
- Isabelle Claeys, résistante communiste déportée en Allemagne, femme politique (adjointe au maire d'Houplines, député et sénatrice sous la IVe République), est née à Houplines en 1911.
- Philippe Poissonnier, coureur cycliste, a vécu à Houplines

### Héraldique, devise et logotype

#### Blason
|  | Les armes de Houplines se blasonnent ainsi :"De sable au chef d'argent." Ce sont les armes de la famille des Vilain de Gand de la maison d'Isenghien |

#### Logotype

Une ville à la croisée des chemins.

Dans le bleu du ciel se dresse la silhouette de l'hôtel de ville, placé à l'intersection de deux routes formant le H d'Houplines. Le logo a été créé en 2005.